# Белорусская операция (1944)

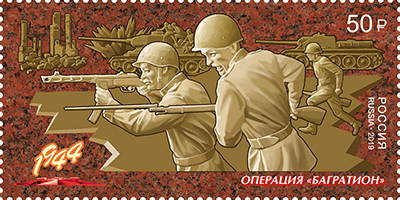
Почтовая марка России, 2019 год: «Операция „Багратион“».

Белору́сская наступа́тельная опера́ция или Операция «Багратио́н» — стратегическая наступательная операция советской армии, проводившаяся во время Великой Отечественной войны с 23 июня по 29 августа 1944 года с целью разгрома немецких войск на территории Беларуси.
Операция названа в честь генерала П. И. Багратиона, командовавшего на территории Беларуси 2-й русской армией в начале Отечественной войны 1812 года.
В ходе операции «Багратион» советская армия нанесла крупное поражение немецкой армии, разгромив группу армий «Центр», что в сочетании с успехом наступления Союзников во Франции предопределило военное поражение нацистской Германии весной 1945 года.

## Военно-стратегическая ситуация
К июню 1944 года линия фронта на востоке подошла к рубежу Витебск — Орша — Могилёв — Жлобин, образовав огромный выступ — клин, обращённый в глубь СССР, так называемый «Белорусский балкон». Если на Украине Красной Армии удалось добиться серии впечатляющих успехов (была освобождена почти вся территория республики, Вермахт понёс тяжёлые потери в цепочке «котлов»), то при попытке прорваться в направлении Минска зимой 1943—1944 годов успехи, напротив, были достаточно скромными. С октября 1943 по 1 апреля 1944 было произведено 11 операций по прорыву к Минску и Орше.
В то же время к концу весны 1944 года наступление на юге замедлилось, и Ставкой Верховного Главнокомандования было принято решение изменить направление усилий. Как отметил К. К. Рокоссовский,

«К весне 1944 года наши войска на Украине продвинулись далеко вперёд. Но тут противник перебросил с запада свежие силы и остановил наступление 1-го Украинского фронта. Бои приняли затяжной характер, и это заставило Генеральный штаб и Ставку перенести главные усилия на новое направление».

## Силы сторон
Данные о силах сторон отличаются в различных источниках. С советской стороны в четырёх задействованных фронтах на начало операции числилось свыше 1,6 млн человек (без учёта тыловых частей). С немецкой стороны — в составе группы армий «Центр» — находилось 486 000 военнослужащих (всего 849 000 человек, включая вспомогательный персонал и тыловые части). Кроме того, в ходе сражения в боевых действиях приняли участие дополнительные подразделения вермахта, включая правое крыло группы армий «Север» и левое крыло группы армий «Северная Украина».
Четырём фронтам Красной Армии противостояли четыре армии вермахта:
- 2-я армия группы армий «Центр», удерживавшая район Пинска и Припяти, выступавшая на 300 км на восток от линии фронта;
- 9-я армия группы армий «Центр», оборонявшая район по обе стороны Березины юго-восточнее Бобруйска;
- 4-я армия и 3-я танковая армия группы армий «Центр», занимавшие междуречье Березины и Днепра, а также плацдарм от Быхова до района северо-восточнее Орши. Кроме того, части 3-й танковой армии занимали район Витебска.

К началу операции на «Белорусском балконе» СССР имел перевес в танках в 23 раза, в артиллерии в 9,4 раза, в авиации в 10,5 раз. Относительная слабость немецких сил в Белоруссии объясняется тем, что немцы почти 9 месяцев с октября 1943 года достаточно успешно отражали наступательные действия Красной Армии на этом участке фронта, а это позволяло немецкому командованию надеяться на возможность и дальше оборонять «Белорусский балкон» относительно небольшим количеством бронетанковых и авиационных частей (танки, самоходные орудия и авиация остро требовались немцам на других участках растянутого фронта на Востоке, а также в Европе: бесспорной иллюстрацией того, что Гитлер намного больше уделял внимания обороне Франции, стал тот факт, что в попытках сдержать англо-американское вторжение на континент немцы пожертвовали огромным количеством бесценных бронетанковых и авиационных сил, которые в несколько раз превосходили немецкую бронетанковую и авиационную группировку на стратегически важном «Белорусском балконе» по состоянию на начало операции «Багратион»). Ещё одной из причин итогового поражения немецких войск стало и то, что Гитлер отказался от стратегии эшелонированной мобильной обороны с сопутствующими контрударами, а вместо этого настаивал на защите фиксированных географических точек, которые были объявлены «крепостями» (12 на территории группы армий «Центр», включая Минск, Витебск, Бобруйск, Могилёв). Этот замысел Гитлера провалился, после того как советские войска взяли 11 из 12 «крепостей» уже в первые три недели операции.
На июнь 1944 года стратегический резерв Красной Армии составлял: танковая армия, 36 стрелковых и кавалерийских дивизий, 16 танковых и механизированных корпусов и 11 артиллерийских дивизий. Вермахт в это время стратегическими резервами не располагал.
После Курской битвы количество немецких истребителей, дислоцированных на Восточном фронте, неуклонно сокращалось. Причина этого заключалась в том, что основные силы Люфтваффе были переброшены в Италию и Нормандию для защиты от высадки союзников. Из-за подавляющего превосходства авиации союзников немецкая авиация понесла на Западе большие потери. На замену этих потерь пошла большая часть новых немецких самолётов. Однако полностью компенсировать растущие потери Люфтваффе немецкая промышленность уже не могла.
К июню 1944 года Luftflotte 6 под командованием Риттера фон Грейма, выделенный для поддержки группы армий «Центр», из-за потерь и технических неполадок, а также из-за недостаточного снабжения запасными частями и топливом, имел в строю только 61 истребитель. Немецкие войска группы армий «Центр» поддерживали авиационные соединения 6-го воздушного флота, имевшие 1342 самолёта.
В составе советских воздушных армий имелось около 6 тыс. самолётов, из них более 1100 дневных и ночных бомбардировщиков и 2 тыс. штурмовиков. 50 % самолётов прибыло накануне операции из резерва Верховного Главнокомандования. Часть сил авиации дальнего действия привлекалась для ударов по объектам оперативного тыла противника. Истребительная авиация Северного фронта прикрывала коммуникации 1-го Прибалтийского и трёх Белорусских фронтов. Советская авиация поддерживала наступление силами четырёх воздушных армий с тысячами самолётов всех типов. На каждый советский фронт выделялась отдельная воздушная армия. Таким образом, советская авиация достигла абсолютного превосходства в воздухе и сохраняла его до конца войны.

## Расстановка сил
Расстановка сил немецких и советских войск по состоянию на 22 июня 1944 года (положение корпусов вермахта и армий РККА перечислено с севера на юг; вначале отдельно указываются резервы).
Группа армий «Центр» (генерал-фельдмаршал Эрнст Буш, начальник штаба генерал-лейтенант Ганс Кребс)
- 6-й воздушный флот (генерал-полковник Роберт фон Грейм)
- 3-я танковая армия (генерал-полковник Георг Рейнгардт) в составе:
  - 95-я пехотная дивизия (генерал-лейтенант Михаэлис);
  - 201-я охранная дивизия (генерал-лейтенант Якоби);
  - Боевая группа «фон Готтберг» (бригадефюрер СС Курт фон Готтберг);
  - 9 армейский корпус (генерал артиллерии Вютманн);
    - 252-я пехотная дивизия (генерал-лейтенант Мельцер);
    - Корпусная группа «D» (генерал-лейтенант Памберг);
    - 245-я бригада штурмовых орудий (гауптманн Кнюплинг);

  - 53 армейский корпус (генерал пехоты Фридрих Гольвицер);
    - 206-я пехотная дивизия (генерал-лейтенант Альфонс Хиттер);
    - 246-я пехотная дивизия[нем.] (генерал-лейтенант Мюллер-Бюллов);
    - 4-я авиаполевая дивизия (генерал-лейтенант Роберт Писториус);
    - 6-я авиаполевая дивизия (генерал-лейтенант Пешель);

  - 6 армейский корпус (генерал пехоты Пфайффер, с 28 июня генерал артиллерии Вейдлинг);
    - 197-я пехотная дивизия (генерал-майор Хане);
    - 299-я пехотная дивизия (генерал-майор Юнк);
    - 14-я моторизованная дивизия (генерал-лейтенант Флёрке);
    - 256-я пехотная дивизия[нем.] (генерал-лейтенант Вюстенхаген);
    - 667 бригада штурмовых орудий (гауптманн Ульман);
    - 281-я бригада штурмовых орудий (гауптманн Фенкерт);
- 4-я армия (генерал пехоты Типпельскирх) в составе:
  - 12-й армейский корпус
  - 27-й армейский корпус
  - 39-й танковый корпус
    - 12-я пехотная дивизия
    - моторизованная дивизия «Фельдхернхалле» (генерал-майор фон Штайнкеллер);

  - 27 армейский корпус (генерал пехоты Фёлькерс);
    - 78-я штурмовая дивизия (генерал-лейтенант Траут, с 12 июля генерал-лейтенант Расп);
    - 25-я моторизованная дивизия (генерал-лейтенант Шюрманн);
    - 260-я пехотная дивизия[нем.] (генерал-майор Кламмт);
    - 501-й тяжёлый танковый батальон (майор фон Легат);

  - 39-й танковый корпус (генерал артиллерии Мартинек);
    - 110-я пехотная дивизия (генерал-лейтенант фон Куровски);
    - 337-я пехотная дивизия[нем.] (генерал-лейтенант Шюнеманн);
    - 12-я пехотная дивизия (генерал-лейтенант Бамлер, с 28 июня генерал-майор Энгель);
    - 31-я пехотная дивизия (генерал-лейтенант Охснер);
    - 185-я бригада штурмовых орудий(майор Глосснер);

  - 12-й армейский корпус (генерал-лейтенант Мюллер);
    - 18-я моторизованная дивизия (генерал-лейтенант Цутаверн);
    - 267-я пехотная дивизия[нем.] (генерал-лейтенант Дрешер);
    - 57-я пехотная дивизия (генерал-майор Тровитц);
- 9-я армия (генерал пехоты Йордан) в составе:
  - 20-я танковая дивизия (генерал-лейтенант фон Кессель);
  - 707-я пехотная дивизия (генерал-майор Гир);
  - 35-й армейский корпус (генерал-лейтенант фон Лютцов);
    - 134-я пехотная дивизия (генерал-лейтенант Филипп);
    - 296-я пехотная дивизия[нем.] (генерал-лейтенант Кульмер);
    - 6-я пехотная дивизия (генерал-лейтенант Гейне);
    - 383-я пехотная дивизия (генерал-майор Хаманн);
    - 45-я пехотная дивизия (генерал-майор Энгель);

  - 41-й армейский корпус (генерал-лейтенант Хоффмайстер);
    - 36-я пехотная дивизия (генерал-майор Конради);
    - 35-я пехотная дивизия (генерал-лейтенант Рихерт);
    - 129-я пехотная дивизия (генерал-майор фон Лариш);

  - 55-й армейский корпус (генерал пехоты Ф. Херрляйн);
    - 292-я пехотная дивизия (генерал-лейтенант Йон);
    - 102-я пехотная дивизия (генерал-лейтенант фон Беркен);
- 2-я армия (генерал-полковник Вайс) в составе:
  - 4-я кавалерийская бригада (генерал-майор Хольсте);
  - 8-й армейский корпус (генерал пехоты Хёне);
    - 211-я пехотная дивизия (генерал-лейтенант Экард);
    - 5-я лёгкая пехотная дивизия (генерал-лейтенант Тумм);

  - 23-й армейский корпус (генерал инженерных войск Тиманн);
    - 203-я охранная дивизия (генерал-лейтенант Пильц);
    - 17-я моторизованная бригада (полковник Кернер);
    - 7-я пехотная дивизия (генерал-лейтенант фон Раппард);

  - 20-й армейский корпус (генерал артиллерии фон Роман);
    - корпусная группа «Е» (генерал-лейтенант Фельцманн);
    - 3-я кавалерийская бригада (подполковник Бёзелагер);

Кроме того, 2-й армии подчинялись венгерские части: 5, 12 и 23 резервные и 1 кавалерийская дивизия. 2-я армия приняла участие только во второй фазе Белорусской операции.
- 1-й Прибалтийский фронт (генерал армии Баграмян) в составе:
- 4-я ударная армия (генерал-лейтенант Малышев);
  - 83-й стрелковый корпус (генерал-майор Солдатов);
  - части усиления;
- 6-я гвардейская армия (генерал-лейтенант Чистяков);
  - 2-й гвардейский стрелковый корпус (далее гв. стрелковый корпус) (генерал-лейтенант Ксенофонтов);
  - 22-й гвардейский стрелковый корпус (генерал-майор Ручкин);
  - 23-й гвардейский стрелковый корпус (генерал-лейтенант Ермаков);
  - 103-й стрелковый корпус (генерал-майор Федюнкин);
  - 8-я пушечная артиллерийская дивизия прорыва РГК (полковник Степаненко);
  - 21-я артиллерийская дивизия прорыва РГК;
- 43-я армия (генерал-лейтенант Белобородов);
  - 1-й стрелковый корпус (генерал-лейтенант Васильев);
  - 60-й стрелковый корпус (генерал-майор Люхтиков);
  - 92-й стрелковый корпус (генерал-лейтенант Ибянский);
  - 1-й танковый корпус (генерал-лейтенант Бутков);
- 3-я воздушная армия (генерал-лейтенант Папивин);
- 3-й Белорусский фронт (генерал-полковник Черняховский) в составе:
  - 5-й артиллерийский корпус прорыва РГК (генерал-лейтенант артиллерии Саличко);
- 11-я гвардейская армия (генерал-лейтенант Галицкий);
  - 8-й гвардейский стрелковый корпус (генерал-майор Завадовский);
  - 16-й гвардейский стрелковый корпус (генерал-майор Воробьев);
  - 36-й гвардейский стрелковый корпус (генерал-майор Шафранов);
  - 2-й гвардейский танковый корпус (генерал-майор Бурдейный);
  - 7-я гвардейская миномётная дивизия (реактивная артиллерия);
- 5-я армия (генерал-лейтенант Крылов);
  - 45-й стрелковый корпус (генерал-майор Горохов);
  - 65-й стрелковый корпус (генерал-майор Перекрестов);
  - 72-й стрелковый корпус (генерал-майор Казарцев);
  - 3-я гвардейская артиллерийская дивизия прорыва РГК (генерал-майор артиллерии Рожанович);
- 31-я армия (генерал-лейтенант Глаголев);
  - 36-й стрелковый корпус (генерал-майор Олешев);
  - 71-й стрелковый корпус (генерал-лейтенант Кошевой);
  - 113-й стрелковый корпус (генерал-майор Провалов);
- 39-я армия (генерал-лейтенант Людников);
  - 5-й гвардейский стрелковый корпус (генерал-майор Безуглый);
  - 84-й стрелковый корпус (генерал-майор Прокофьев);
- 5-я гвардейская танковая армия (маршал Ротмистров);
  - 3-й гвардейский танковый корпус (генерал-майор Вовченко);
  - 29-й танковый корпус (генерал-майор танковых войск Фоминых);
- Конно-механизированная группа (генерал-лейтенант Осликовский);
  - 3-й гвардейский кавалерийский корпус (генерал-лейтенант Осликовский);
  - 3-й гвардейский механизированный корпус (генерал-лейтенант Обухов);
- 1-я воздушная армия (генерал-лейтенант Громов);
- 2-й Белорусский фронт (генерал-полковник Захаров) в составе:
- 33-я армия (генерал-лейтенант Крючёнкин);
  - 70-я, 157-я, 344-я стрелковые дивизии;
- 49-я армия (генерал-лейтенант Гришин);
  - 62-й стрелковый корпус (генерал-майор Наумов);
  - 69-й стрелковый корпус (генерал-майор Мультан);
  - 70-й стрелковый корпус (генерал-майор Терентьев);
  - 81-й стрелковый корпус (генерал-майор Захаров);
- 50-я армия (генерал-лейтенант Болдин);
  - 19-й стрелковый корпус (генерал-майор Самарский);
  - 38-й стрелковый корпус (генерал-майор Терешков);
  - 121-й стрелковый корпус (генерал-майор Смирнов);
- 4-я воздушная армия (генерал-полковник Вершинин);
- 1-й Белорусский фронт (генерал армии Рокоссовский) в составе:
  - 2-й гвардейский кавалерийский корпус (генерал-лейтенант Крюков);
  - 4-й гвардейский кавалерийский корпус (генерал-лейтенант Плиев);
  - 7-й гвардейский кавалерийский корпус (генерал-майор Константинов);
  - Днепровская речная флотилия (капитан 1-го ранга Григорьев);
- 3-я армия (генерал-лейтенант Горбатов);
  - 35-й стрелковый корпус (генерал-майор Жолудев);
  - 40-й стрелковый корпус (генерал-майор Кузнецов);
  - 41-й стрелковый корпус (генерал-майор Урбанович);
  - 46-й стрелковый корпус (генерал-майор Эрастов);
  - 80-й стрелковый корпус (генерал-майор Рагуля);
  - 9-й танковый корпус (генерал-майор Бахаров);
  - 5-я гвардейская миномётная дивизия;
- 28-я армия (генерал-лейтенант Лучинский);
  - 3-й гвардейский стрелковый корпус (генерал-майор Перхорович);
  - 20-й стрелковый корпус (генерал-майор Шварев);
  - 128-й стрелковый корпус (генерал-майор Батицкий);
  - 46-й стрелковый корпус (генерал-майор Эрастов);
  - 4-й артиллерийский корпус прорыва РГК (генерал-майор артиллерии Игнатов)
  - 5-я артиллерийская дивизия прорыва РГК (генерал-майор артиллерии Снегуров);
  - 12-я артиллерийская дивизия прорыва РГК (генерал-майор артиллерии Курковский);
- 48-я армия (генерал-лейтенант Романенко);
  - 29-й стрелковый корпус (генерал-майор Андреев);
  - 42-й стрелковый корпус (генерал-лейтенант Колганов);
  - 53-й стрелковый корпус (генерал-майор Гарцев);
  - 22-я артиллерийская дивизия прорыва РГК (полковник Зражевский);
- 61-я армия (генерал-лейтенант Белов);
  - 9-й гвардейский стрелковый корпус (генерал-майор Попов);
  - 89-й стрелковый корпус (генерал-майор Яновский);
- 65-я армия (генерал-лейтенант Батов);
  - 18-й стрелковый корпус (генерал-майор Иванов);
  - 105-й стрелковый корпус (генерал-майор Алексеев);
  - 1-й гвардейский танковый корпус (генерал-майор Панов);
  - 1-й механизированный корпус (генерал-лейтенант Кривошеин);
  - 26-я артиллерийская дивизия прорыва РГК;
- 6-я воздушная армия (генерал-лейтенант Полынин);
- 16-я воздушная армия (генерал-полковник Руденко);

Во второй фазе Белорусской операции принимали участие также 8-я гвардейская, 47-я, 70-я, 1-я польская и 2-я танковая армии в составе 1-го Белорусского фронта.

## Планы сторон

### Советская армия
Оперативный план Белорусской операции начал разрабатываться Генштабом в апреле 1944 года. Общий замысел состоял в сокрушении флангов немецкой группы армий «Центр», окружении основных её сил восточнее Минска и полном освобождении Белоруссии. Это был чрезвычайно амбициозный и масштабный план, одномоментное сокрушение целой группы армий планировалось в ходе войны очень редко. Более того, сражение в Белоруссии по замыслу советского Верховного Главнокомандования должно было стать «ключом» к успеху всей летней кампании 1944 года: победа в Белоруссии кратчайшим путём выводила советские войска к границе с Германией и создавала выгодные условия для нанесения мощных ударов по группировкам противника на Украине и в Прибалтике.
Были совершены значительные кадровые перестановки. Генерал В. Д. Соколовский не сумел показать себя в боях зимы 1943—1944 годов (Оршанская наступательная операция, Витебская наступательная операция) и был снят с командования Западным фронтом. Сам фронт был разделён надвое: 2-й Белорусский фронт (южнее) возглавил Г. Ф. Захаров, хорошо показавший себя в сражениях в Крыму, И. Д. Черняховский, командовавший до этого армией на Украине, был назначен командующим 3-м Белорусским фронтом (севернее).
Непосредственная подготовка операции велась с конца мая. Конкретные планы были получены фронтами 31 мая в частных директивах Ставки Верховного Главнокомандования.
Согласно одной из версий, по первоначальному плану предполагалось нанесение 1-м Белорусским фронтом с юга, на бобруйском направлении, одного мощного удара, но К. К. Рокоссовский, изучив местность, заявил на совещании в Ставке 22 мая, что следует наносить не один, а два главных удара. Своё заявление он мотивировал тем, что в сильно заболоченном Полесье при одном прорыве армии будут утыкаться в затылок друг другу, забьют дороги в ближнем тылу, и в итоге войска фронта смогут быть использованы только по частям. По мнению К. К. Рокоссовского, следовало нанести один удар от Рогачёва на Осиповичи, другой — от Озаричей на Слуцк, окружив при этом Бобруйск, остающийся между этими двумя группировками. Предложение К. К. Рокоссовского вызвало в Ставке бурные дебаты, члены Ставки настаивали на нанесении одного удара из района Рогачёва, во избежание распыления сил. Спор прервал И. В. Сталин, заявивший, что настойчивость командующего фронтом говорит о продуманности операции. Таким образом, К. К. Рокоссовскому было позволено действовать в соответствии с собственной задумкой.

"Верховный Главнокомандующий и его заместители настаивали на том, чтобы нанести один главный удар — с плацдарма на Днепре (район Рогачёва), находившегося в руках 3-й армии. Дважды мне предлагали выйти в соседнюю комнату, чтобы продумать предложение Ставки. После каждого такого «продумывания» приходилось с новой силой отстаивать своё решение. Убедившись, что я твёрдо настаиваю на нашей точке зрения, Сталин утвердил план операции в том виде, как мы его представили. «Настойчивость командующего фронтом, — сказал он, — доказывает, что организация наступления тщательно продумана. А это надёжная гарантия успеха» (К. К. Рокоссовский. Солдатский долг. М.1997. С.313). 
Однако Г. К. Жуков утверждал, что эта версия не соответствует действительности:

Существующая в некоторых военных кругах версия о «двух главных ударах» на белорусском направлении силами 1-го Белорусского фронта, на которых якобы настаивал К. К. Рокоссовский перед Верховным, лишена основания. Оба эти удара, проектируемые фронтом, были предварительно утверждены И. В. Сталиным ещё 20 мая по проекту Генштаба, то есть до приезда командующего 1-м Белорусским фронтом в Ставку.

Присутствующий на совещании в Ставке И. Х. Баграмян подтверждает версию К. К. Рокоссовского:

Последним выступил К. К. Рокоссовский. Хорошо помню, что вопреки предложению Генерального штаба — нанести войсками фронта мощный удар только на одном участке прорыва — Константин Константинович весьма обоснованно решил создать две ударные группировки, которым надлежало прорвать оборону противника на двух участках, чтобы последующим наступлением в глубь обороны окружить и разгромить главную группировку противника. Это предложение командующего решительно поддержали Г. К. Жуков и А. М. Василевский, и оно было одобрено Верховным Главнокомандующим И. В. Сталиным.

В послевоенных исследованиях темы про «два удара» практически не касались, кроме одного прямого упоминания в одной из рецензий на мемуары К. К. Рокоссовского «Солдатский долг»:

Высоко отзываясь в целом о деятельности Ставки, К. К. Рокоссовский высказывает некоторые критические замечания по её адресу. В первую очередь это относится к планированию операции «Багратион» весной 1944 года. Автор утверждает, что Ставка намечала 1-м Белорусским фронтом нанести один главный удар и только по его настоянию было нанесено два удара... Такие замечания по адресу Ставки нельзя в полной мере признать справедливыми. Документы, в частности "Записка по проведению операции «Багратион», разработанная Генеральным штабом и согласованная с Г. К. Жуковым, А. М. Василевским, а затем и с И. В. Сталиным, подтверждают, что Ставка с самого начала планирования операции предусматривала нанесение под Бобруйском двух ударов — одного из района севернее Рогачева, другого — с фронта Мормаль, Озаричи (ссылка на: Архив МО, ф. 96-А, оп. 1711, д. 7а, л. 261).

Также в книге С. Н. Михалёва «Военная стратегия» приводится схема замысла Ставкой операций на летне-осеннюю кампанию 1944 г., по которой видно, что уже по решению Ставки от 4 апреля в полосе 1-го Белорусского фронта было предусмотрено два охватывающих удара с точкой встречи под Бобруйском.

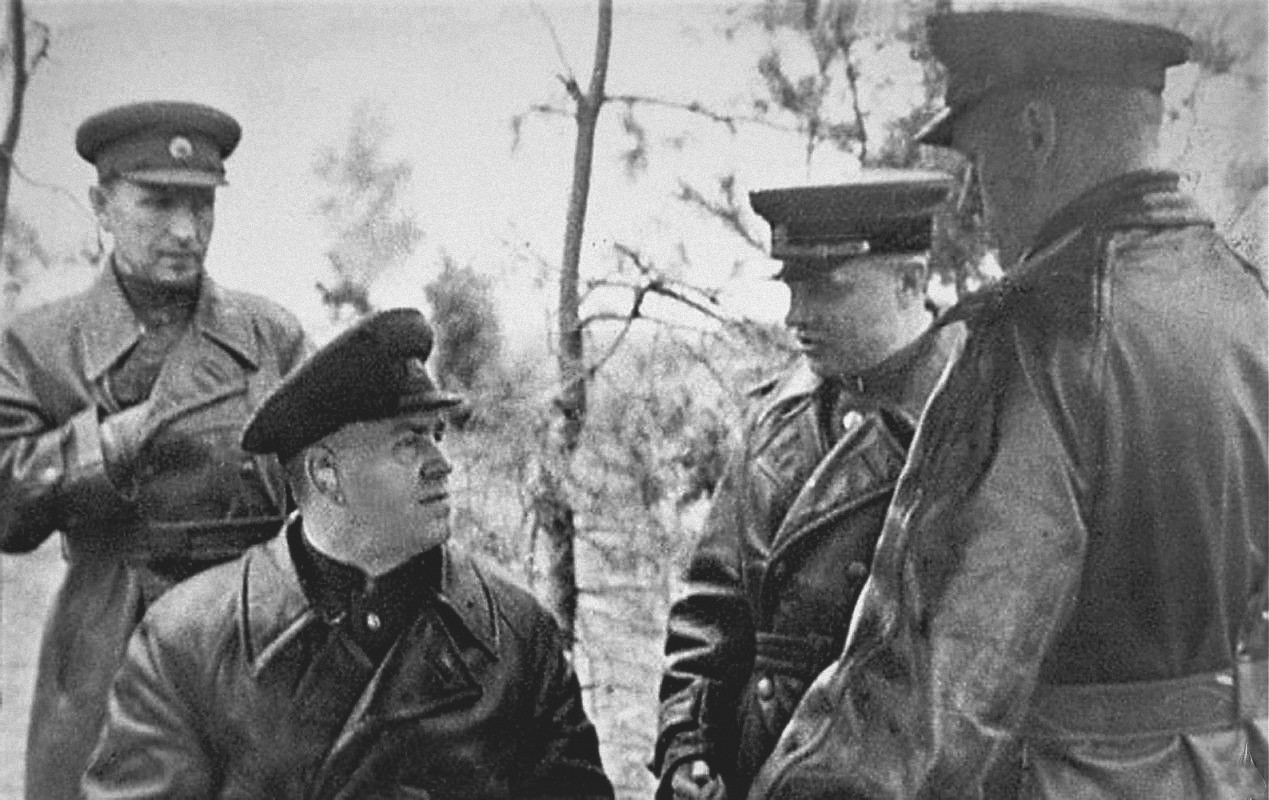
Подготовка операции «Багратион». Слева направо: генерал-лейтенант И. С. Варенников, Маршал Советского Союза Г. К. Жуков, генерал-полковник В. И. Казаков, Маршал Советского Союза К. К. Рокоссовский. Апрель 1944

Была организована тщательная разведка сил и позиций противника. Добыча сведений велась по многим направлениям. В частности, разведывательными командами 1-го Белорусского фронта было захвачено около 80 «языков». Воздушная разведка 1-го Прибалтийского фронта засекла 1100 различных огневых точек, 300 артиллерийских батарей, 6000 блиндажей и т. д. Также велась активная акустическая, агентурная разведка, изучение позиций противника артиллерийскими наблюдателями и т. д. За счёт комбинации различных способов разведки и её интенсивности группировка противника была вскрыта достаточно полно.
Ставка постаралась добиться максимальной внезапности. Все распоряжения командирам частей отдавались лично командующими армий; телефонные переговоры, касающиеся подготовки к наступлению, даже в закодированном виде, были воспрещены. Готовящиеся к операции фронты перешли в режим радиомолчания. На передовых позициях велись активные земляные работы для имитации приготовлений к обороне. Минные поля не снимались полностью, чтобы не встревожить неприятеля, сапёры ограничивались свинчиванием с мин взрывателей. Сосредоточение войск и перегруппировки велись в основном по ночам. Специально выделенные офицеры Генштаба на самолётах патрулировали местность для контроля за соблюдением мер маскировки.
В войсках проводились интенсивные тренировки по отработке взаимодействия пехоты с артиллерией и танками, штурмовым действиям, форсированию водных преград и т. д. Подразделения поочерёдно выводились с передовой в тыл для этих занятий. Отработка тактических приёмов проводилась в максимально приближённых к боевым условиях и с боевой стрельбой.
Перед операцией командиры всех уровней вплоть до рот проводили рекогносцировки, ставя задачи подчинённым на месте. Танковым частям были приданы артиллерийские корректировщики и офицеры военно-воздушных сил для лучшего взаимодействия.
Таким образом, подготовка операции «Багратион» велась чрезвычайно тщательно, при этом противника удалось оставить в неведении относительно грядущего наступления.
Начало наступления планировалось на 19 июня. Но поскольку к этой дате не удалось подать железнодорожным транспортом запланированное количество боеприпасов на фронты, решением Ставки ВГК он был перенесён на 23 июня.
Большое внимание уделялось организации авиационной поддержки в период ввода в сражение и действий в глубине танковых, механизированных и кавалерийских соединений. На маршрутах движения советских танковых соединений экипажи По-2 из 213-й ночной бомбардировочной дивизии освещали местность. На участках прорыва всех фронтов планировалось провести мощную авиационную подготовку и нанести массированный удар силами дальней авиации и фронтовых ночных бомбардировщиков.
Разрабатывались меры по борьбе с немецкой авиацией. В 1-й и 16-й воздушных армиях выделялись полки бомбардировщиков и штурмовиков для нанесения ударов по вражеским аэродромам. Для прикрытия войск Красной Армии и уничтожения немецких самолётов в воздухе выделялось по одной истребительной авиационной дивизии в 3-й и 4-й воздушных армиях, по три-четыре дивизии в 1-й и 16-й воздушных армиях. Истребители также предполагалось использовать для сопровождения дневных бомбардировщиков и штурмовиков.
При подготовке к операции тщательно планировались вопросы совместных действий авиационных и общевойсковых командиров. Развертывались вспомогательные пункты управления авиацией. На каждый пункт выделялась оперативная группа воздушной армии в составе шести-восьми офицеров с тремя-пятью радиостанциями. В стрелковые корпуса, кавалерийские дивизии, танковые и механизированные бригады выделялись авиационные офицеры с радиостанциями.
Общее руководство и координацию боевых действий авиации осуществляли представители Ставки Верховного Главнокомандования Главный маршал авиации А. А. Новиков и генерал Ф. Я. Фалалеев. Руководство деятельностью оперативных групп воздушной армии осуществлял командующий воздушной армией, его заместитель или один из командиров корпусов.
Большое внимание уделялось скрытности подготовки к операции. Командиры авиационных корпусов и дивизий были ознакомлены с боевыми задачами за 5-7 суток, а личный состав за несколько часов до выполнения боевых задач. Вновь прибывшие авиационные части и соединения до начала операции к выполнению боевых заданий не привлекались. Они базировались в 100—200 км от линии фронта и за день-два до наступления мелкими группами на низких высотах перелетали на передовые аэродромы.
Перед наступлением советская авиация интенсивно проводила воздушную разведку. Были получены ценные данные о состоянии переднего края обороны немцев. Применение большого количества самолётов в составе воздушных армий потребовало четкой организации штурманского обеспечения действий авиации. Кроме штатных средств обеспечения самолётовождения широко использовались искусственные ориентиры, выложенные на земле, это облегчало экипажам ведение визуальной ориентировки с высоты 2000—3000 м.
Перед началом операции было дополнительно построено до 50 % грунтовых аэродромов. Это позволило почти на каждый авиационный полк иметь по одному аэродрому базирования. Для строительных работ для каждой воздушной армии выделялось до 5-6 тыс. солдат и офицеров из стрелковых соединений, а также привлекалось местное население. На склады и аэродромы было завезено по четыре-восемь заправок горючего и смазочного материалов и восемь-десять боекомплектов бомб, снарядов и патронов.

### Вермахт
Если командование РККА было неплохо осведомлено о группировке немцев в районе будущего наступления, то командование группы армий «Центр» и Генштаб сухопутных войск нацистской Германии имели совершенно превратное представление относительно сил и планов советских войск. Гитлер и Верховное главнокомандование полагали, что крупного наступления следует ожидать по-прежнему на Украине. Предполагалось, что из района южнее Ковеля Красная Армия нанесёт удар по направлению к Балтийскому морю, отрезая группы армий «Центр» и «Север». Для парирования фантомной угрозы были выделены значительные силы. Так, в группе армий «Северная Украина» имелось семь танковых, две моторизованных дивизии, а также четыре батальона тяжёлых танков «Тигр». В группе армий «Центр» находились одна танковая, две моторизованные дивизии и только один батальон «Тигров». В апреле командование группы армий «Центр» представило своему руководству план по сокращению линии фронта и отходу группы армий на лучшие позиции за Березиной. Этот план был отвергнут. Группа армий «Центр» оборонялась на прежних позициях. Витебск, Орша, Могилёв и Бобруйск были объявлены «крепостями» и укреплены с расчётом на круговую оборону. Для строительных работ широко использовался принудительный труд местного населения. В частности, в полосе 3-й танковой армии были направлены на такие работы 15—20 тысяч жителей.
Курт Типпельскирх (в то время — командующий 4-й полевой армией) следующим образом описывает настроения в немецком руководстве:

Не было ещё никаких данных, которые позволили бы предугадать направление или направления, несомненно, готовившегося летнего наступления русских. Так как авиация и радиоразведка обычно безошибочно отмечали крупные переброски русских сил, можно было думать, что наступление с их стороны непосредственно пока не грозило. До сих пор лишь в одном случае были зафиксированы длившиеся в течение нескольких недель интенсивные железнодорожные перевозки в тылу противника в направлении района Луцк, Ковель, Сарны, за которыми, однако, не последовало сосредоточения вновь прибывших сил вблизи фронта. Временами приходилось руководствоваться лишь догадками. В генеральном штабе сухопутных сил считались с возможностью повторения наступления на Ковель, полагая, что противник основные усилия сосредоточит севернее Карпат на фронте группы армий «Северная Украина», с целью отбросить последнюю к Карпатам. Группам армий «Центр» и «Север» предсказывали «спокойное лето». Кроме того, особую озабоченность Гитлера вызывал нефтяной район Плоешти. Относительно того, что первый удар противника последует севернее или южнее Карпат — скорее всего севернее, — мнение было единодушным.
Позиции войск, оборонявшихся в группе армий «Центр», были серьёзно усилены полевыми укреплениями, оснащены многочисленными сменными позициями для пулемётов и миномётов, ДЗОТами и блиндажами. Поскольку фронт в Белоруссии длительное время стоял на месте, немцы успели создать развитую систему обороны, слабым местом которой были ВВС. Количество истребителей в 6-м воздушном флоте на 31 мая было 60 штук, а к 22 июня (перед началом операции) в результате ударов по аэродромам и схваток в воздухе осталось только 40. Немецкая армия не имела значительных стратегических резервов в это время, чтобы оперативно восполнять потери.
С точки зрения генштаба Третьего Рейха, приготовления против группы армий «Центр» имели цель только «ввести в заблуждение германское командование относительно направления главного удара и оттянуть резервы из района между Карпатами и Ковелем». Ситуация в Белоруссии внушала командованию Рейха настолько мало опасений, что фельдмаршал Буш за три дня до начала операции отправился в отпуск.

## Ход операции

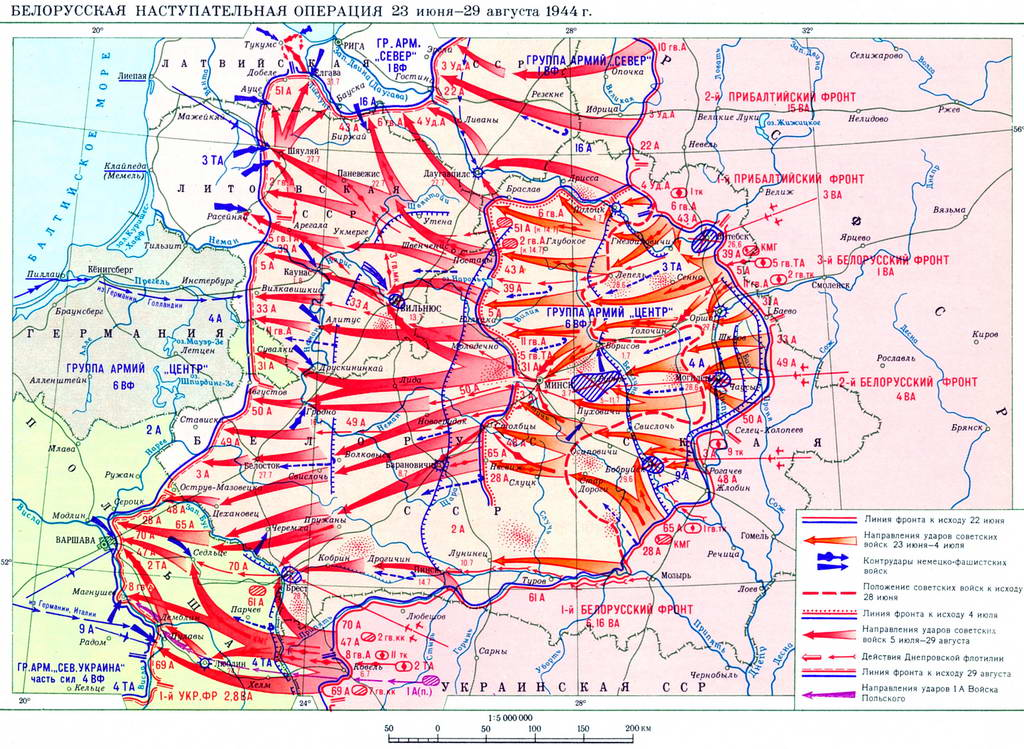
Карта операции

Предварительный этап операции — разведка боем — символически начался в третью годовщину германского нападения на СССР — 22 июня 1944 года. Сама операция началась 23 июня. Советские войска 1-го Прибалтийского, 3-го, 2-го и 1-го Белорусского фронтов (командующие — генерал армии И. Х. Баграмян, генерал-полковник И. Д. Черняховский, генерал армии Г. Ф. Захаров, генерал армии К. К. Рокоссовский) при поддержке партизан прорвали на многих участках оборону немецкой группы армий «Центр» (командующий — генерал-фельдмаршал Э. Буш, позже — В. Модель), окружили и ликвидировали крупные группировки противника в районах Витебска, Бобруйска, Вильнюса, Бреста и восточнее Минска, освободили территорию Белоруссии и её столицу Минск (3 июля), значительную часть Литвы и её столицу Вильнюс (13 июля), восточные районы Польши и вышли на рубежи рек Нарев и Висла и к границам Восточной Пруссии.

## Этапы операции
Операция была проведена в два этапа. Первый этап прошёл с 23 июня по 4 июля и включил в себя следующие фронтовые наступательные операции:
- Витебско-Оршанская операция (23 — 28 июня)
- Могилёвская операция (23 — 28 июня)
- Бобруйская операция (23 — 29 июня)
- Полоцкая операция (29 июня — 4 июля)
- Минская операция (29 июня — 4 июля)

Второй этап прошёл с 5 июля по 29 августа и включил следующие операции:
- Вильнюсская операция (5 — 20 июля)
- Шяуляйская операция (5 — 31 июля)
- Белостокская операция (5 — 27 июля)
- Люблин-Брестская операция (18 июля — 2 августа)
- Каунасская операция (28 июля — 28 августа)

## Первый этап операции

### Витебско-Оршанская операция

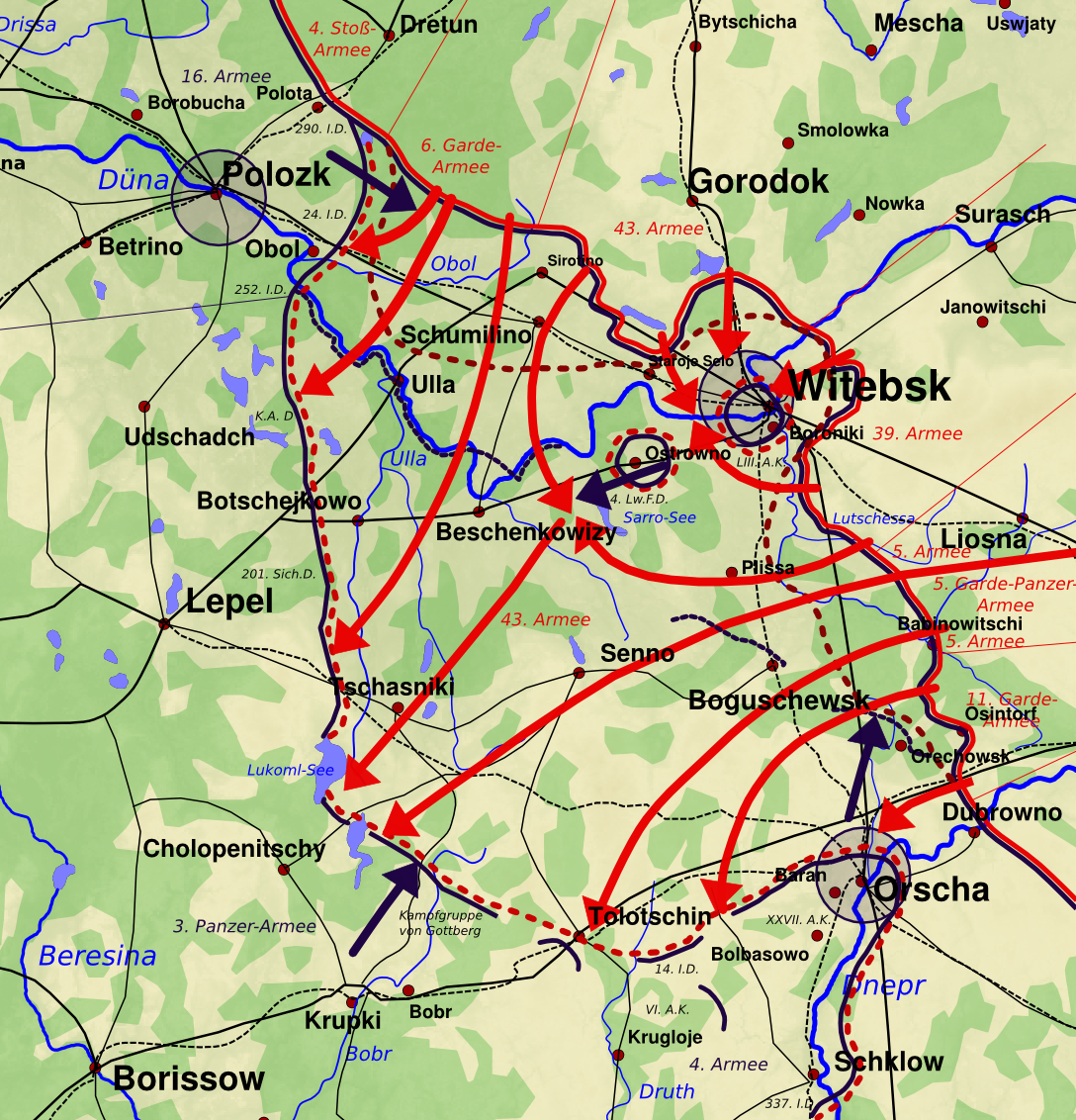
Сражение вокруг Витебска

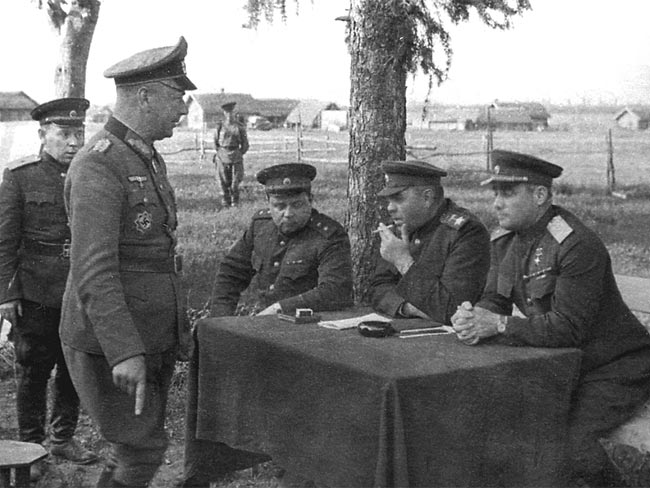
Член Военного совета 3-го Белорусского фронта В. Е. Макаров, А. М. Василевский и И. Д. Черняховский допрашивают командира 206-й пехотной дивизии Хиттер, Альфонс

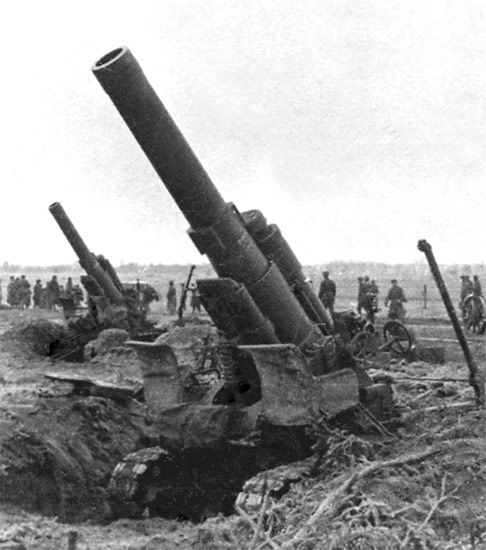
Батарея тяжёлых гаубиц Б-4. 3-й Белорусский фронт.

Операцию проводили два фронта. 1-й Прибалтийский фронт под командованием генерала армии И. Х. Баграмяна действовал на северном фланге будущей операции. Его задача состояла в том, чтобы окружить Витебск с запада и развивать наступление дальше на юго-запад к Лепелю. 3-й Белорусский фронт под командованием генерал-полковника И. Д. Черняховского действовал южнее. Задача этого фронта заключалась в том, чтобы во-первых, создать южную «клешню» окружения вокруг Витебска, во-вторых, самостоятельно охватить и взять Оршу. В итоге фронт должен был выйти в район города Борисов (южнее Лепеля, юго-западнее Витебска). Для действий в глубине 3-й Белорусский фронт располагал конно-механизированной группой (механизированный корпус, кавалерийский корпус) генерала Н. С. Осликовского и 5-й гвардейской танковой армией П. А. Ротмистрова. Для координации усилий двух фронтов была создана специальная оперативная группа Генштаба во главе с маршалом А. М. Василевским.

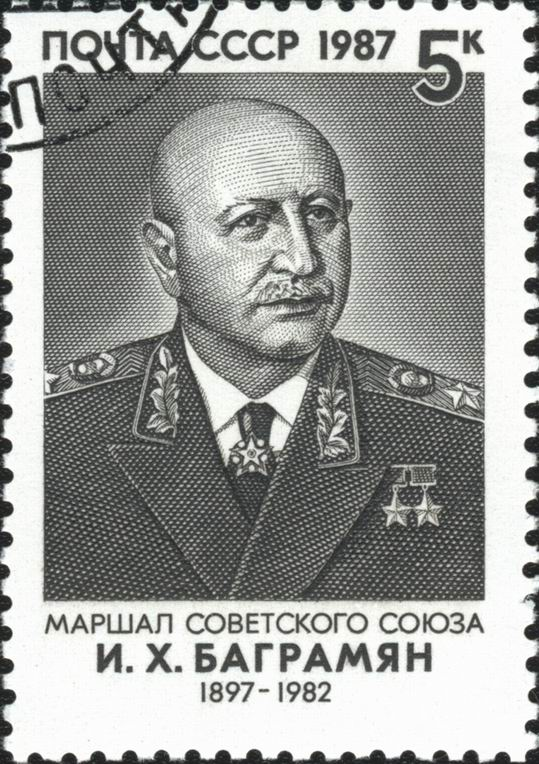
Иван Баграмян, командующий 1-м Прибалтийским фронтом (почтовая марка с послевоенным фото)

В районе Витебска, который был объявлен немцами «крепостью» (аналогичный статус имела находящаяся южнее Орша), оборонялась 3-я танковая армия генерала Г. Х. Рейнгардта (хотя в составе 3-й танковой армии на тот момент не было танковых частей). Непосредственно район Витебска оборонял её 53-й армейский корпус генерала Ф. Гольвитцера. Оршу защищал 17-й армейский корпус 4-й полевой армии.

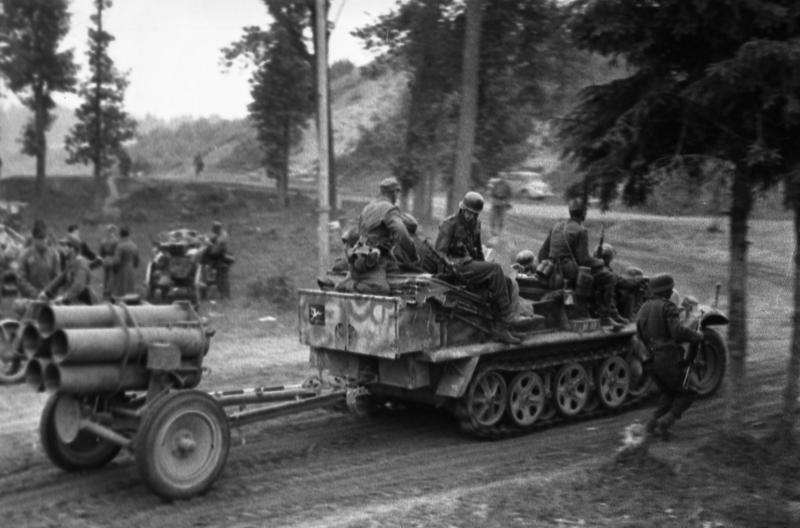
Отступление из-под Орши. В кадре полугусеничный тягач SdKfz 10 с реактивным миномётом Nebelwerfer 42 на прицепе

Наступление советских войск началось с разведки боем рано утром 22 июня 1944 года. В ходе этой разведки удалось во многих местах вклиниться в немецкую оборону и захватить первые траншеи. На следующий день был нанесён основной удар. Главную роль играли 43-я армия, охватывавшая Витебск с запада, и 39-я армия генерала И. И. Людникова, окружавшая город с юга. 39-я армия практически не имела общего превосходства в людях в своей полосе, но концентрация войск на участке прорыва позволила создать значительный локальный перевес.
Фронт был быстро прорван и к западу, и к югу от Витебска. 6-й армейский корпус, оборонявшийся южнее Витебска, был рассечён на несколько частей и утратил управление. В течение нескольких дней командир корпуса и все командиры дивизий были убиты. Оставшиеся части корпуса, потеряв управление и связь друг с другом, мелкими группами пробирались на запад. Железная дорога Витебск — Орша была перерезана. 24 июня 1-й Прибалтийский фронт вышел к Западной Двине. Контратака частей группы армий «Север» с западного фланга провалилась. В Бешенковичах была окружена «корпусная группа D». В прорыв южнее Витебска была введена конно-механизированная группа Н. С. Осликовского, начавшая быстро продвигаться на юго-запад.
Поскольку стремление советских войск окружить 53-й армейский корпус было несомненным, командующий 3-й танковой армией Г. Х. Рейнгардт обратился к вышестоящему начальству за санкцией на отвод частей Ф. Гольвитцера. Утром 24 июня в Минск прилетел начальник Генерального штаба К. Цейтцлер. Он ознакомился с обстановкой, но разрешения на отход не дал, не имея к тому полномочий. А. Гитлер первоначально воспретил отход корпуса. Однако после того, как Витебск оказался полностью окружён, 25 июня он одобрил прорыв, приказав, однако, оставить одну — 206-ю пехотную дивизию в городе. Ещё до этого Ф. Гольвитцер вывел 4-ю авиаполевую дивизию несколько к западу для подготовки прорыва. Эта мера, однако, запоздала.
25 июня в районе Гнездиловичей (к юго-западу от Витебска) 43-я и 39-я армия соединились. В районе Витебска (западная часть города и юго-западные окрестности) оказался окружён 53-й армейский корпус Ф. Гольвитцера и некоторые другие части. В «котёл» попали 197-я, 206-я и 246-я пехотные, а также 6-я авиаполевая дивизия и часть 4-й авиаполевой дивизии. Другая часть 4-й авиаполевой была окружена западнее, у Островно.
На оршанском направлении наступление развивалось достаточно медленно, так как под Оршей располагалась сильнейшая из немецких пехотных дивизий — 78-я штурмовая, укомплектованная значительно лучше прочих и, вдобавок, имела поддержку почти пятидесяти самоходных орудий. Также в этом районе находились части 14-й моторизованной дивизии. 
Однако 25 июня 3-й Белорусский фронт ввёл в прорыв 5-ю гвардейскую танковую армию П. А. Ротмистрова. Она перерезала железную дорогу, ведущую из Орши на запад у Толочина, вынудив немцев к отходу из города или гибели в «котле». В результате к утру 27 июня Орша была освобождена. 5-я гвардейская танковая армия продвигалась на юго-запад, к Борисову.
Утром 27 июня Витебск был полностью очищен от окружённой немецкой группировки, которая накануне непрерывно подвергалась воздушным и артиллерийским ударам. Немцы предприняли активные усилия по прорыву из окружения. В течение дня 26 июня были зафиксированы 22 попытки пробить кольцо изнутри. Одна из этих попыток оказалась успешной, но узкий коридор был запечатан через несколько часов. Прорвавшаяся группа численностью примерно в 5 тысяч человек была снова окружена вокруг озера Мошно. Утром 27 июня генерал пехоты Ф. Гольвитцер с остатками своего корпуса капитулировал. В плен попали сам Ф. Гольвитцер, начальник штаба корпуса полковник Шмидт, командир 206-й пехотной дивизии генерал-лейтенант Хиттер (у Бухнера ошибочно числится убитым), командир 246-й пехотной дивизии генерал-майор Мюллер-Бюлов и другие.
Одновременно были уничтожены малые котлы у Островно и Бешенковичей. Последнюю крупную группу окруженцев возглавил командир 4-й авиаполевой дивизии генерал Р. Писториус. Эта группа, пытаясь уйти через леса на запад или юго-запад, 27 июня наткнулась на идущую маршевыми колоннами 33-ю зенитную дивизию и была рассеяна. Р. Писториус погиб в бою.
Силы 1-го Прибалтийского и 3-го Белорусского фронта начали развивать успех в юго-западном и западном направлении. К концу 28 июня они освободили Лепель и вышли к району Борисова. Откатывающиеся немецкие части подвергались непрерывным и жесточайшим воздушным ударам. Противодействие люфтваффе было незначительным. Шоссе Витебск — Лепель, по словам И. Х. Баграмяна, было буквально завалено погибшими и разбитой техникой.
В результате Витебско-Оршанской операции был практически полностью уничтожен 53-й армейский корпус. По данным В. Хаупта, из состава корпуса к немецким частям прорвались двести человек, почти все — раненые. Также были разгромлены части 6-го армейского корпуса и корпусная группа D. Были освобождены Витебск и Орша. Потери вермахта, по советским заявлениям, превосходили 40 тысяч погибшими и 17 тысяч пленными (наибольшие результаты показала 39-я армия, уничтожившая основной «котёл»). Северный фланг группы армий «Центр» оказался сметён, и, таким образом, был сделан первый шаг к полному окружению всей группы.

### Могилёвская операция

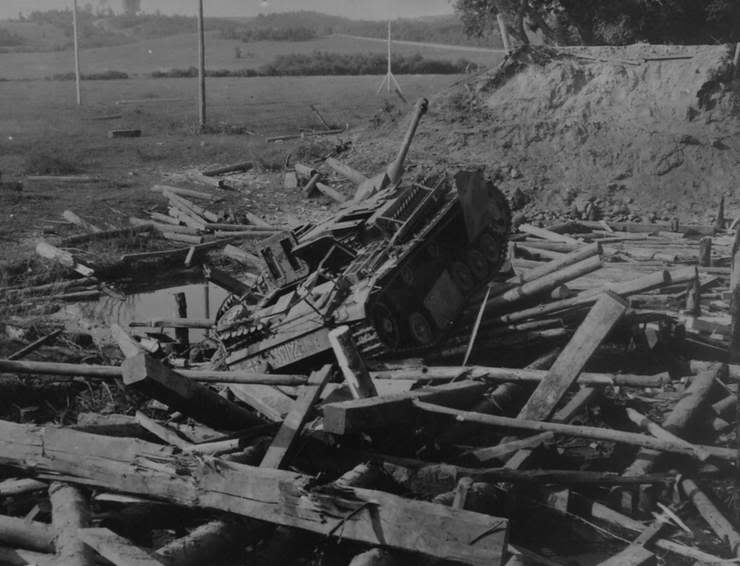
Самоходная установка StuG, атакованная штурмовиком Ил-2 на реке Бася при проходе по мосту. Покрытие моста разрушено, самоходка осталась висеть на сваях

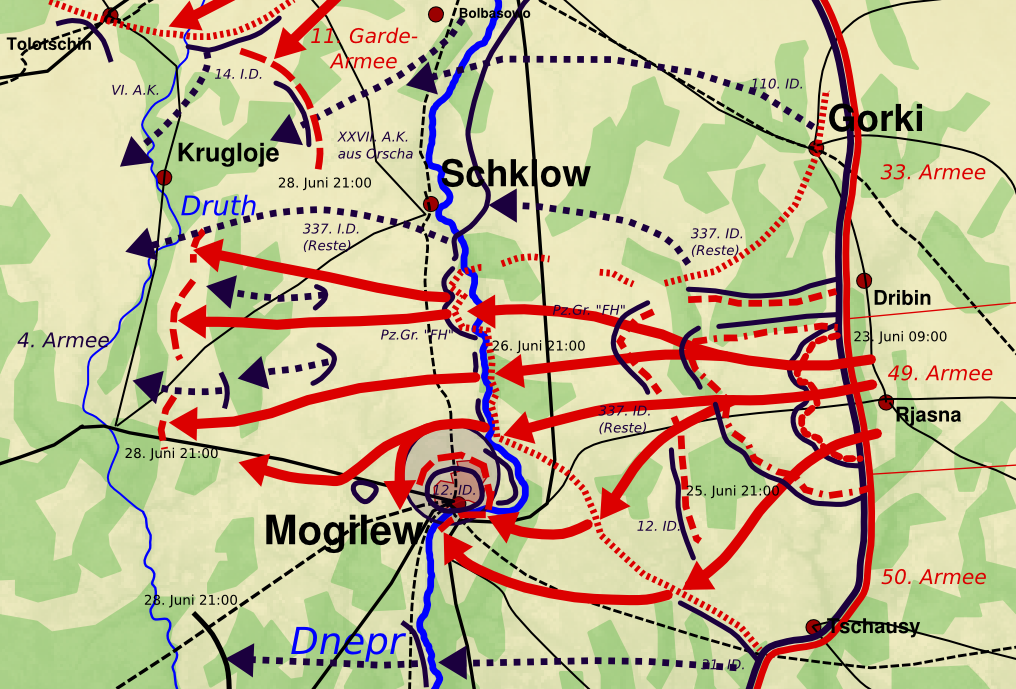
Действия советской 49-й армии в сражении за Могилёв

В рамках сражения в Белоруссии могилёвское направление было вспомогательным. По словам Г. К. Жукова, координировавшего операцию 1-го и 2-го Белорусских фронтов, быстрое выталкивание немецкой 4-й армии из «котла», который создавали ударами через Витебск и Бобруйск на Минск, было лишено смысла. Тем не менее, для ускорения коллапса немецких сил и быстрейшего продвижения наступление было организовано.
23 июня после эффективной артиллерийской подготовки 2-й Белорусский фронт начал форсирование реки Проня, по которой проходил немецкий оборонительный рубеж. Поскольку противник был практически полностью подавлен артиллерией, сапёры в течение короткого времени навели 78 лёгких мостов для пехоты и четыре 60-тонных моста для тяжёлой техники. Через несколько часов боя, по показаниям пленных, численность многих немецких рот упала с 80—100 до 15—20 человек. Однако части 4-й армии сумели отступить на второй рубеж по реке Бася организованно. К 25 июня 2-й Белорусский фронт захватил совсем немного пленных и транспортных средств, то есть ещё не вышел на тыловые коммуникации противника. Тем не менее, вермахт постепенно отступал на запад. Советские войска форсировали Днепр севернее и южнее Могилёва, 27 июня город был окружён и на следующий день взят приступом. В городе было захвачено около двух тысяч пленных, в том числе командир 12-й пехотной дивизии Р. Бамлер и комендант Могилёва Г. Г. фон Эрмансдорф, который позднее был признан виновным в совершении многочисленных тяжких преступлений и повешен.
Постепенно отход 4-й армии терял организованность. Связь частей с командованием и друг с другом была нарушена, части перемешивались. Отходящие подвергались частым авианалётам, приносившим тяжёлые потери. 27 июня командующий 4-й армией К. фон Типпельскирх отдал приказ по радио на общий отход к Борисову и Березине. Однако многие группы отступающих этот приказ даже не получили, и не все получившие смогли выполнить.
До 29 июня 2-й Белорусский фронт заявил об уничтожении или захвате в плен 33 тысяч солдат противника. Трофеями числились, среди прочего, 20 танков, предположительно, из состава действовавшей в этом районе моторизованной дивизии «Фельдхернхалле».

### Бобруйская операция

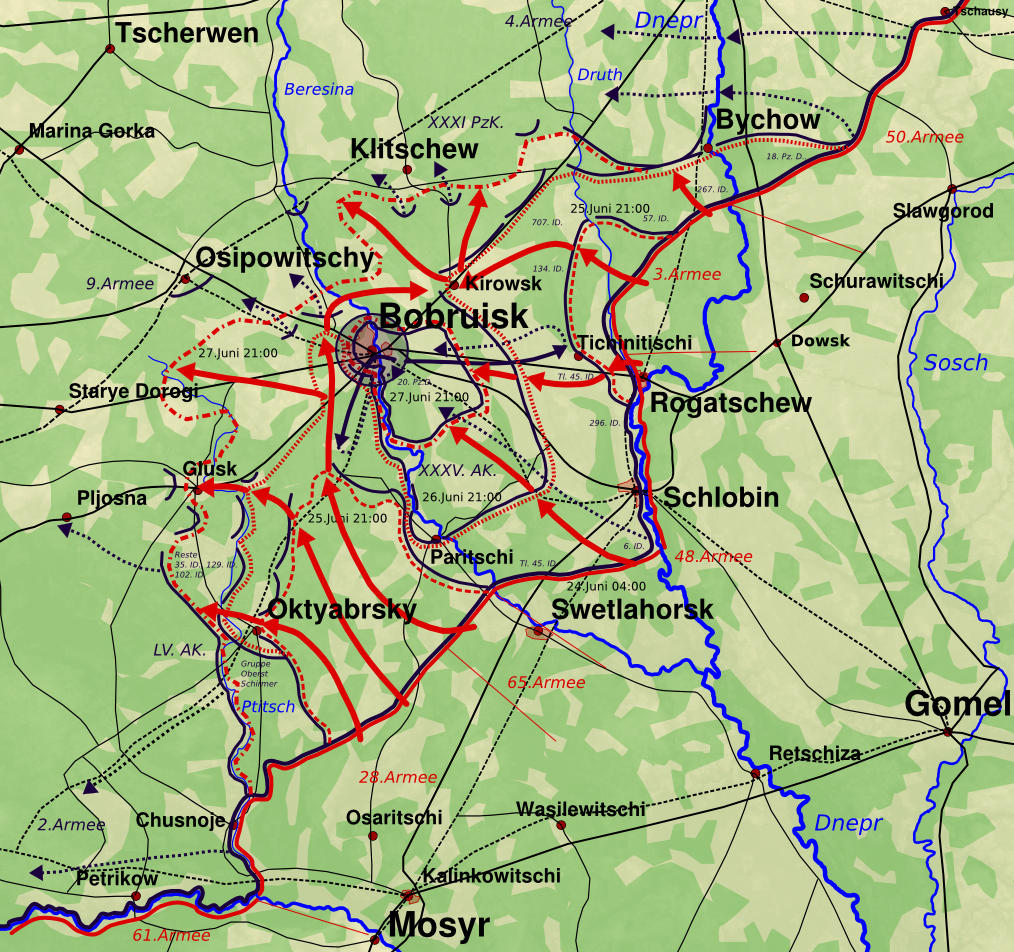
Бобруйское сражение до 27 июня

Бобруйская операция должна была создать южную «клешню» огромного окружения, задуманного Ставкой Верховного Главнокомандования. Эту акцию целиком проводил наиболее мощный и многочисленный из участвовавших в операции «Багратион» фронтов — 1-й Белорусский фронт под командованием К. К. Рокоссовского. Первоначально в наступлении принял участие только правый фланг фронта. Ему противостояла 9-я полевая армия генерала Х. Йордана. Как и под Витебском, задача на сокрушение фланга группы армий «Центр» решалась путём создания локального «котла» вокруг Бобруйска. План К. К. Рокоссовского в целом представлял классические «канны»: с юго-востока на северо-запад, постепенно заворачивая к северу, наступала 65-я армия (усиленная 1-м гвардейским танковым Донским корпусом), с востока на запад наступала 3-я армия, имеющая в своём составе 9-й танковый корпус. Для быстрого прорыва на Слуцк использовалась 28-я армия с конно-механизированной группой И. А. Плиева. Линия фронта в районе операции делала изгиб на запад у Жлобина, а Бобруйск был, среди прочих городов, объявлен А. Гитлером «крепостью», так что противник в некотором роде сам способствовал реализации советских планов.
Наступление под Бобруйском началось на юге 24 июня, то есть несколько позже, чем на севере и в центре. Плохая погода сначала серьёзно ограничила действия авиации. Кроме того, условия местности в полосе наступления были очень сложными: приходилось преодолевать чрезвычайно крупное, полукилометровой ширины, топкое болото. Однако советские войска это не остановило, более того, соответствующее направление было выбрано намеренно. Поскольку в хорошо проходимом районе Паричей немецкая оборона была достаточно плотной, командующий 65-й армией П. И. Батов принял решение наступать несколько к юго-западу, через болото, охранявшееся сравнительно слабо. Трясину преодолевали по гатям. П. И. Батов отмечал

Немецкие генералы поверили в условный топографический знак «непроходимое болото» (заштриховано) и поддались утешающей мысли, будто мы никак здесь, по болотным топям, наступать не сможем.

В первый день 65-я армия прорвала оборону совершенно ошеломленного таким манёвром противника на глубину 10 км, в прорыв был введен танковый корпус. Аналогичного успеха добился её левофланговый сосед — 28-я армия под командованием генерал-лейтенанта А. А. Лучинского.
3-я армия А. В. Горбатова, напротив, встретила упорное сопротивление. Х. Йордан использовал против неё свой основной подвижный резерв, 20-ю танковую дивизию. Это серьёзно замедлило продвижение. 48-я армия под командованием П. Л. Романенко, наступавшая слева от 3-й армии, также застряла ввиду крайне сложной местности. Во второй половине дня улучшилась погода, что позволило активно использовать авиацию: самолётами было проведено 2465 вылетов, однако продвижение по-прежнему оставалось незначительным.
На следующий день на южном фланге была введена в прорыв конно-механизированная группа И. А. Плиева. Контраст между стремительным наступлением П. И. Батова и медленным прогрызанием обороны А. В. Горбатовым и П. Л. Романенко был заметен не только советскому, но и немецкому командованию. Х. Йордан перенацелил в южный сектор 20-ю танковую дивизию, которая, однако, вступив в бой «с колёс», не смогла ликвидировать прорыв, лишилась половины бронетехники и была вынуждена отступить на юг.
В результате отступления 20-й танковой дивизии и введения в бой 9-го танкового корпуса северная «клешня» сумела глубоко продвинуться. 27 июня были перехвачены дороги, ведущие из Бобруйска на север и запад. Основные силы немецкой 9-й армии оказались в окружении диаметром примерно в 25 км.

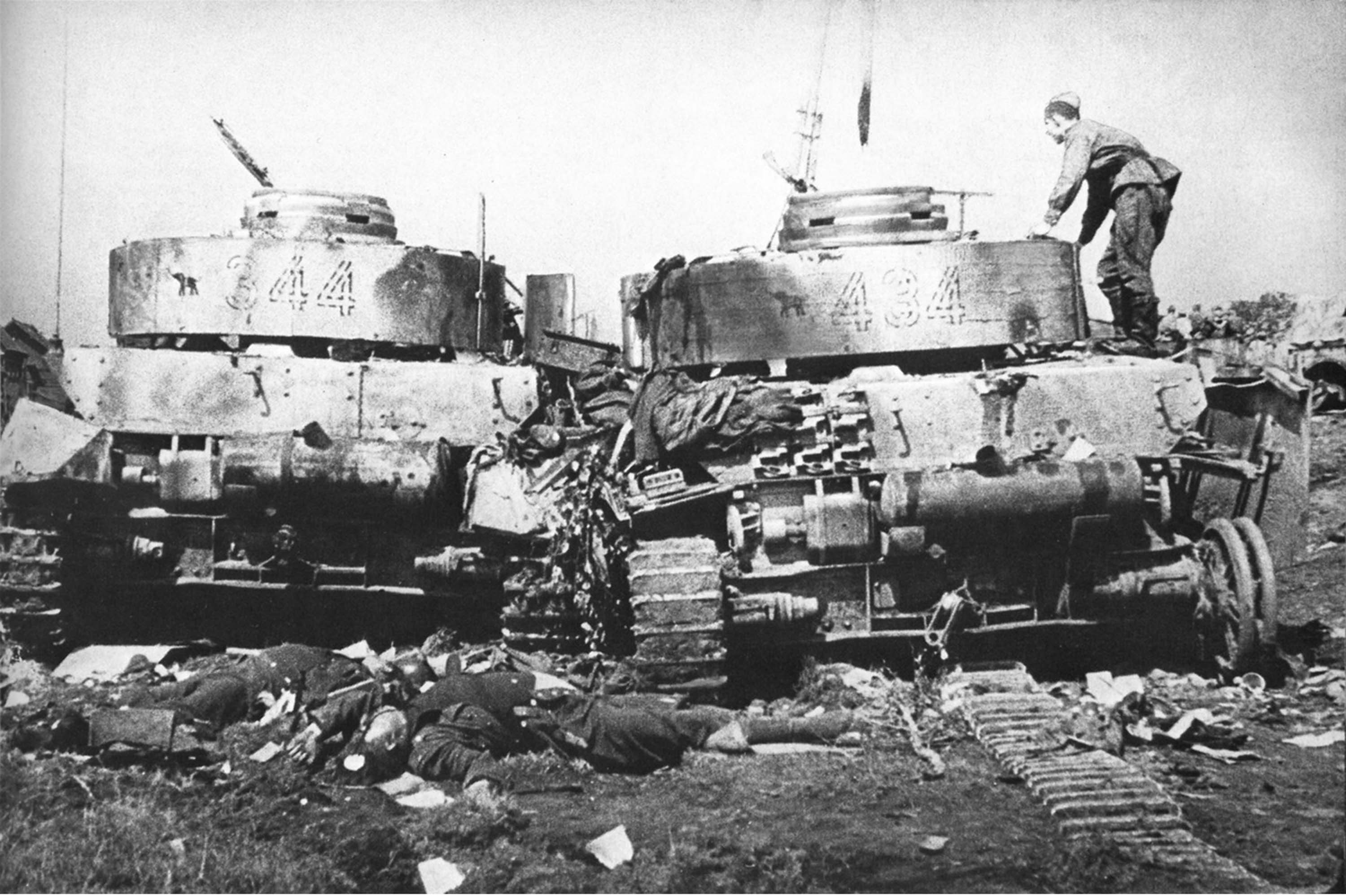
Советский солдат осматривает подбитые танки Pz-4 20-й танковой дивизии в окрестностях Бобруйска.

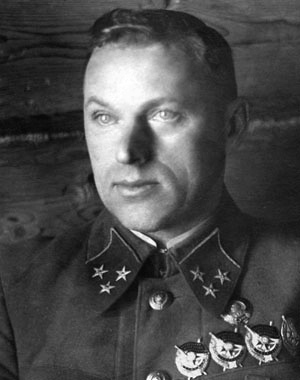
Константин Рокоссовский, командующий 1-м Белорусским фронтом (фотография начального периода войны).

Х. Йордан был отстранён от командования 9-й армией, вместо него был назначен генерал танковых войск Н. фон Форман. Однако кадровые перестановки уже не могли повлиять на положение окружённых немецких частей. Сил, способных организовать полноценный деблокирующий удар извне, не имелось. Попытка резервной 12-й танковой дивизии прорубить «коридор» провалилась. Поэтому окружённые немецкие части начали самостоятельно предпринимать энергичные усилия для прорыва. Находящийся восточнее Бобруйска 35-й армейский корпус под командованием фон Лютцова начал готовиться к прорыву на север для соединения с 4-й армией. Вечером 27 июня корпус, уничтожив всё вооружение и имущество, которое невозможно было унести, совершил попытку прорыва. Эта попытка в целом провалилась, хотя некоторым группам удалось пройти между советскими частями. 27 июня связь с 35-м корпусом прервалась. Последней организованной силой в окружении оставался 41-й танковый корпус генерала Хоффмайстера. Лишившиеся управления группы и отдельные солдаты собирались в Бобруйске, для чего переправлялись через Березину на западный берег, — их непрерывно бомбила авиация. В городе царил хаос. Командир 134-й пехотной дивизии генерал Филипп от отчаяния застрелился.
27 июня начался штурм Бобруйска. Вечером 28 числа остатки гарнизона предприняли последнюю попытку прорыва, при этом 3500 раненых были оставлены в городе. Атаку возглавили уцелевшие танки 20-й танковой дивизии. Им удалось прорвать тонкий заслон советской пехоты к северу от города, однако отход продолжался под ударами авиации, причинявшими тяжелейшие потери. К утру 29 июня Бобруйск был очищен. Около 14 тысяч солдат и офицеров вермахта смогли добраться до позиций немецких войск — большей частью их встретила 12-я танковая дивизия. 74 тысячи солдат и офицеров погибли или оказались в плену. В числе пленённых оказался комендант Бобруйска генерал-майор Хаман.
Бобруйская операция завершилась успешно. Уничтожение двух корпусов, 35-го армейского и 41-го танкового, пленение обоих их командиров и освобождение Бобруйска заняло меньше недели. В рамках операции «Багратион» разгром немецкой 9-й армии означал, что оба фланга группы армий «Центр» остались оголёнными, а дорога на Минск открыта с северо-востока и юго-востока.

### Полоцкая операция

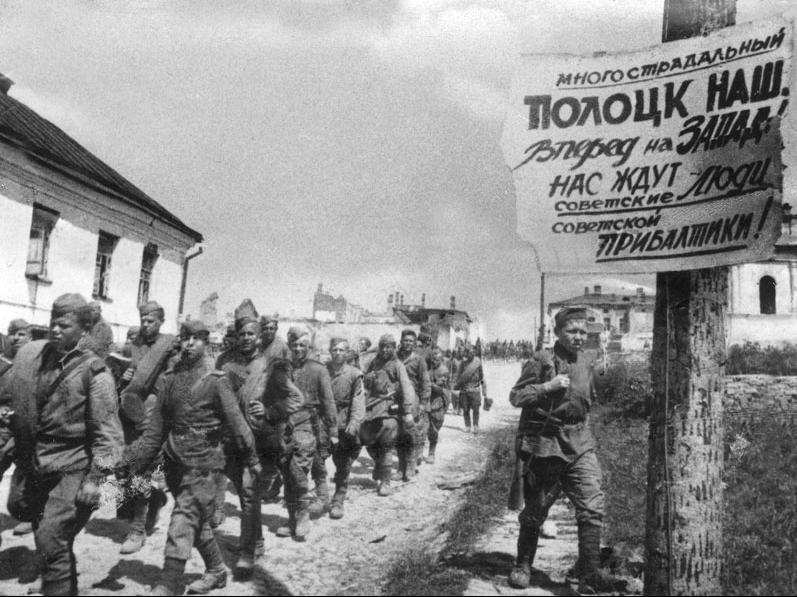
Советские солдаты проходят через освобожденный Полоцк

После сокрушения фронта 3-й танковой армии под Витебском, 1-й Прибалтийский фронт приступил к развитию успеха по двум направлениям: на северо-запад, против группировки немцев под Полоцком, и на запад, в направлении на Глубокое.
Полоцк вызывал беспокойство у советского командования, поскольку эта очередная «крепость» теперь нависала над флангом 1-го Прибалтийского фронта. И. Х. Баграмян незамедлительно приступил к устранению этой проблемы: между Витебско-Оршанской и Полоцкой операциями не было паузы. В отличие от большей части сражений операции «Багратион», под Полоцком основным противником Красной армии была, помимо остатков 3-й танковой армии, Группа армий «Север» в лице 16-й полевой армии под командованием генерала Х. Хансена. Со стороны противника в качестве резервов были задействованы только две пехотные дивизии.
29 июня последовал удар на Полоцк. 6-я гвардейская и 43-я армии обходили город с юга (6-я гв. армия — ещё и обходила Полоцк с запада), 4-я ударная армия — с севера. 1-й танковый корпус овладел г. Ушачи южнее Полоцка и продвинулся далеко на запад. Корпус внезапной атакой захватил плацдарм на западном берегу Двины. Контрудар, запланированный 16-й армией, просто не состоялся.
Значительную помощь наступающим оказывали партизаны, перехватывавшие мелкие группы отступающих, а иногда атакующие даже крупные войсковые колонны.
Однако разгром гарнизона Полоцка в котле не состоялся. Командовавший обороной города Карл Хильперт самовольно оставил «крепость» не дожидаясь, пока пути отхода будут перерезаны. Полоцк был освобожден 4 июля. Неудача в этом сражении стоила должности Георгу Линдеманну, командующему группы армий «Север». Несмотря на отсутствие «котлов», число пленных было значительным для операции, длившейся всего шесть дней. 1-й Прибалтийский фронт заявил о захвате 7000 солдат и офицеров противника.
Хотя Полоцкая операция не увенчалась разгромом, аналогичным происшедшему под Витебском, она принесла значительные результаты. Противник лишился опорного пункта и железнодорожного узла, была ликвидирована фланговая угроза 1-му Прибалтийскому фронту, позиции группы армий «Север» оказались обойдены с юга и оказались под угрозой удара во фланг.
После взятия Полоцка произошли организационные перестановки под новые задачи. 4-я ударная армия была передана 2-му Прибалтийскому фронту, с другой стороны, 1-й Прибалтийский фронт получил 39-ю армию от Черняховского, а также две армии из резерва. Полоса фронта сдвинулась на 60 км южнее. Все эти меры были связаны с необходимостью улучшить управляемость войск и усилить их перед грядущими операциями в Прибалтике.

### Минская операция
28 июня фельдмаршал Э. Буш был отстранён от командования группой армий «Центр», его место занял фельдмаршал В. Модель, являвшийся признанным специалистом по оборонительным операциям. В Белоруссию были направлены несколько свежих соединений, в частности, 4-я, 5-я и 12-я танковые дивизии.

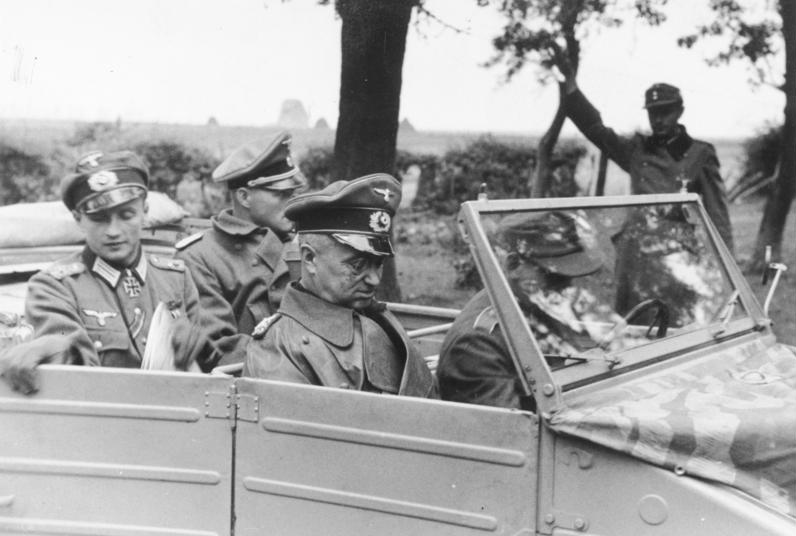
Командующий группой армий «Центр» фельдмаршал В. Модель (рядом с водителем)

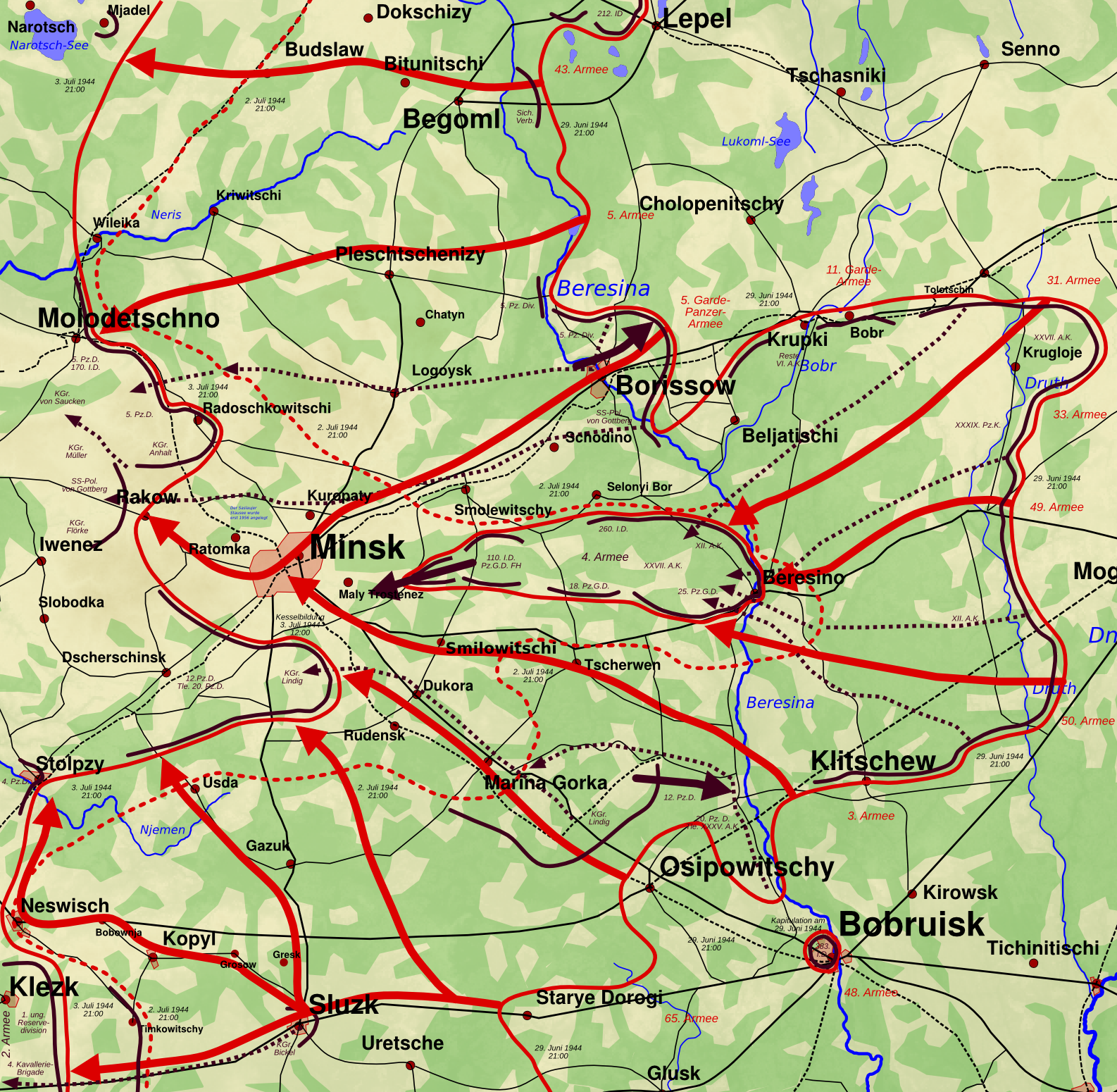
Создание котла под Минском

После крушения северного и южного флангов под Витебском и Бобруйском, немецкая 4-я армия оказалась зажата в своего рода прямоугольнике. Восточную «стену» этого прямоугольника образовывала река Друть, западную — Березина, северную и южную — советские войска. К западу находился Минск, на который были нацелены основные советские удары. Фланги 4-й армии фактически не были прикрыты. Окружение выглядело неминуемым. Поэтому командующий армией генерал К. фон Типпельскирх отдал приказ об общем отступлении через Березину к Минску. Единственным путём для этого оставалась грунтовая дорога от Могилёва через Березино. Скопившиеся на дороге войска и тыловые учреждения пытались по единственному мосту перебраться на западный берег Березины под постоянными уничтожающими ударами штурмовиков и бомбардировщиков. Военная полиция самоустранилась от регулирования переправы. Кроме того, отступающие подвергались атакам партизан. Дополнительно ситуация осложнялась тем, что к отступающим присоединялись многочисленные группы солдат из частей, разбитых на других участках, даже из-под Витебска. По этим причинам переход через Березину шёл медленно и сопровождался большими жертвами. Нажим со стороны 2-го Белорусского фронта, находящегося прямо перед фронтом 4-й армии, был незначителен, поскольку в планы Ставки Верховного Главнокомандования не входило изгнание противника из ловушки.

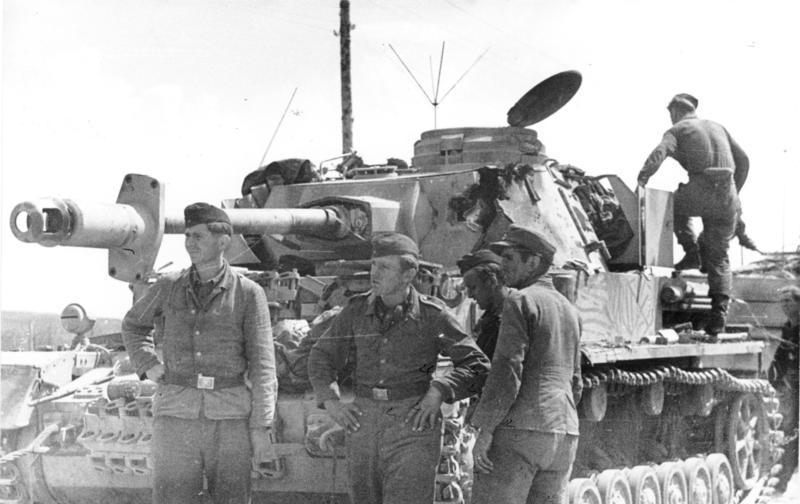
Серьёзно повреждённый танк Pz-4 5-й танковой дивизии

Войска 3-го Белорусского и 1-го Белорусских фронтов одновременно в сходящемся направлении нанесли удар по противнику в направлении Минска. Далее совместно с войсками 2-го Белорусского фронта было завершено окружение Минска. Одновременно с этими действиями войска 1-го Прибалтийского фронта совместно с отдельными соединениями 3-го Белорусского и 2-го Белорусского фронтов, продолжили стремительно наступление в западном направлении, уничтожая подходящие подкрепление противника, и занимая плацдарм для последующего развития наступления советских войск. Весомую помощь войскам оказали белорусские партизаны, устраивавшие засады на путях отступления немецких сил, громили штабы, уничтожали мосты и переправы.
29-30 июня 1944 года войска 3-го Белорусского фронта вышли к Березине, форсировали её и продолжили стремительное продвижение на Минск. 3 июля танковое подразделение ворвалось в город. Вскоре было завершено окружение основных сил 4-й армии вермахта, всего — 105 тысяч человек. К 11 июля немецкая группировка была полностью ликвидирована: свыше 70 тысяч человек было убито и около 35 тысяч взято в плен.
За умелые и героические действия в ходе Минской операции 1944 г. 52 соединения и части были удостоены почётного наименования «Минские».

## Второй этап операции
В преддверии второго этапа операции «Багратион» советская сторона пыталась максимально развивать достигнутый успех, немецкая — восстановить фронт. На этом этапе наступающим пришлось бороться с прибывающими неприятельскими резервами. Также в это время произошли новые кадровые перестановки в руководстве вооружёнными силами нацистской Германии. Начальник генерального штаба сухопутных войск К. Цейтцлер предложил отвести группу армий «Север» на юг, чтобы с её помощью построить новый фронт. Это предложение было отвергнуто А. Гитлером по политическим соображениям (отношения с Финляндией), а также из-за возражений флотского командования: уход из Финского залива ухудшал сообщения с той же Финляндией и Швецией. В итоге К. Цейтцлер был вынужден оставить пост начальника генерального штаба, и был сменен Г. В. Гудерианом.
Фельдмаршал В. Модель со своей стороны попытался воздвигнуть оборонительную линию, идущую от Вильнюса через Лиду и Барановичи и запечатать дыру во фронте шириной 400 км. Для этого он располагал единственной армией группы «Центр», не подвергшейся до сих пор удару — 2-й, а также подкреплениями и остатками разбитых частей. В сумме это были очевидно недостаточные силы. В. Модель получил значительную помощь с других участков фронта: до 16 июля в Белоруссию было переброшено 46 дивизий. Однако эти формирования вводились в бой постепенно, часто «с колёс», и не могли быстро изменить ход сражения.

### Шяуляйская операция
После освобождения Полоцка 1-й Прибалтийский фронт И. Х. Баграмяна получил задачу на наступление в направлении на северо-запад, к Даугавпилсу и на запад, к Каунасу и Свенцянам. Общий план состоял в прорыве к Балтике и отсечении группы армий «Север» от прочих сил вермахта. Чтобы войска фронта не растягивались по разным операционным линиям, 4-я ударная армия была передана 2-му Прибалтийскому фронту. Взамен была передана 39-я армия от 3-го Белорусского фронта. Фронту также были переданы резервы: в его состав вошли 51-я армия генерал-лейтенанта Я. Г. Крейзера и 2-я гвардейская армия генерал-лейтенанта П. Г. Чанчибадзе. Эти перестановки вызвали небольшую паузу, поскольку на 4 июля только две из армий фронта имели перед собой противника. Резервные армии совершали марш к фронту, 39-я также находилась на марше после разгрома Витебского «котла». Поэтому до 15 июля сражение шло без участия армий Я. Г. Крейзера и П. Г. Чанчибадзе.
Ожидая наступления на Даугавпилс, противник перебросил в этот район часть сил группы армий «Север». Советская сторона оценивала силы противника под Даугавпилсом в пять свежих дивизий, а также — бригаду штурмовых орудий, охранные, саперные и штрафные части. Таким образом, превосходства в силах над противником советские войска не имели. Кроме того, перебои со снабжением горючим вынудили советскую авиацию сильно снизить активность. Из-за этого наступление, начавшееся 5 июля, к 7-му числу забуксовало. Перенесение направления удара помогло лишь несколько продвинуться вперед, но не создать прорыв. 18 июля операция на двинском направлении была приостановлена. По утверждению И. Х. Баграмяна, он был готов к такому развитию событий:

Для меня, в общем-то, не было неожиданным медленное продвижение армии Чистякова. То, чего я опасался, началось: враг пытался организовать удар во фланг главным силам нашего фронта, а для этого начал вводить новые войска в районе Даугавпилса, откуда так удобно идти на соединение с войсками группы армий «Центр».

Советскому наступлению способствовало то обстоятельство, что между остатками 3-й танковой армии и 16-й армией группы армий «Север» образовалась брешь шириной от 60 до 100 километров, которая не была закрыта из-за нехватки войск.
Продвижение на Свенцяны шло значительно проще, поскольку на этом направлении противник не вбросил таких значительных резервов, а советская группировка, напротив, была более мощной, чем против Даугавпилса. Наступая, 1-й танковый корпус перерезал железную дорогу Вильнюс — Даугавпилс. К 14 июля левый фланг продвинулся на 140 км, оставляя южнее Вильнюс и двигаясь на Каунас.
Локальная неудача не повлияла на общий ход операции. 6-я гвардейская армия снова перешла в наступление 23 июля, и хотя её продвижение было медленным и трудным, 27 июля Даугавпилс был очищен во взаимодействии с войсками наступавшего правее 2-го Прибалтийского фронта. После 20 июля начал сказываться ввод свежих сил: 51-я армия достигла линии фронта и сразу же освободила Паневежис, после чего продолжила движение к Шяуляю. 26 июля в её полосе был введен в бой 3-й гвардейский механизированный корпус, который вышел к Шяуляю в тот же день. Сопротивление противника было слабым, с немецкой стороны действовали в основном отдельные оперативные группы, поэтому Шяуляй был взят уже 27 июля.
Противник вполне ясно понимал намерение Ставки ВГК отрезать группу «Север». Йоханнес Фриснер, командующий группой армий, ещё 15 июля обратил внимание Гитлера на этот факт, утверждая, что если группа армий не сократит фронт и не будет отведена, её ждет изоляция и, возможно, разгром. Однако времени на отвод группы из намечающегося «мешка» уже не было, а 23 июля Фриснер был снят с должности и отправлен на юг, в Румынию.
Общая цель 1-го Прибалтийского фронта состояла в выходе к морю, поэтому 3-й гвардейский механизированный корпус как подвижная группа фронта был повернут практически под прямым углом: с запада на север. И. Х. Баграмян оформил этот поворот приказом следующего содержания:

Благодарю за Шяуляй. Прекратить бой в районе Шяуляй. Быстро сосредоточиться м. Мешкучай и ударом на север вдоль шоссе к исходу 27.7.1944 г. главными силами овладеть Ионишкис, а сильными передовыми отрядами — Бауска, Елгава.

К 30 июля удалось отделить две группы армий друг от друга: авангарды 3-го гвардейского мехкорпуса перерезали последнюю железную дорогу между Восточной Пруссией и Прибалтикой в районе Тукумса. 31 июля после довольно напряженного штурма пала Елгава. Таким образом, фронт вышел к Балтийскому морю. Возникла, по выражению Гитлера, «брешь в вермахте». На этом этапе основной задачей фронта И. Х. Баграмяна стало удержание достигнутого, поскольку операция на большую глубину привела бы к растяжению коммуникаций, а противник деятельно старался восстановить сухопутное сообщение между группами армий.

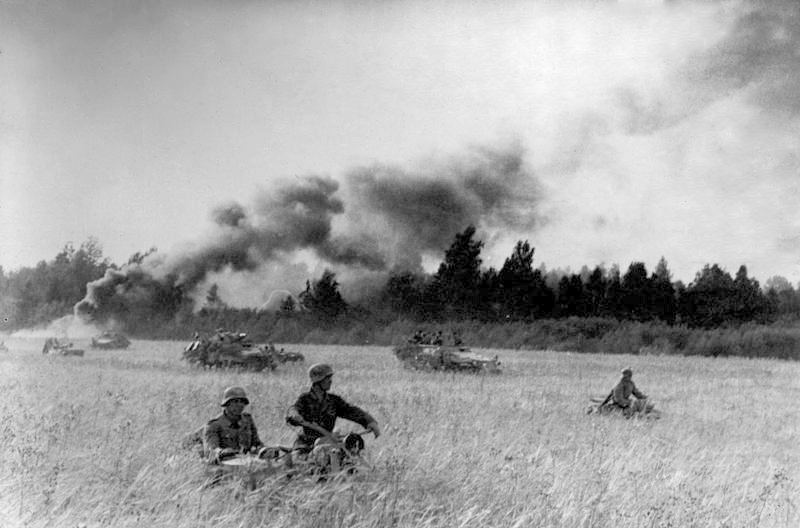
Солдаты дивизии «Великая Германия» во время контрудара в Прибалтике

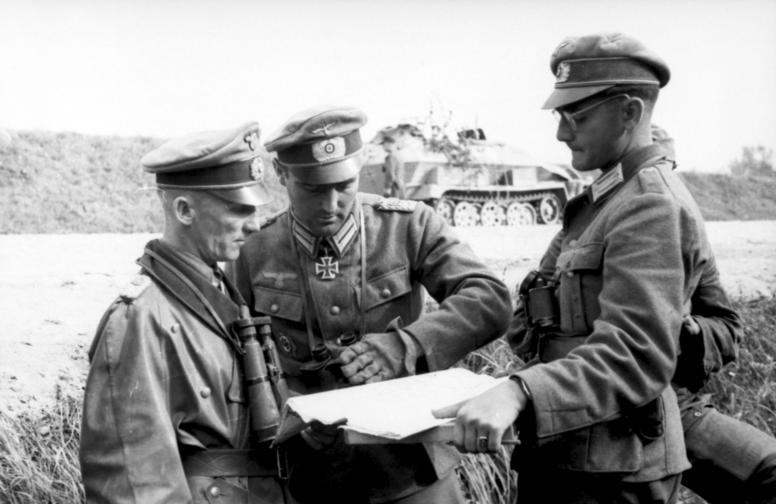
Хассо фон Мантойфель с офицерами дивизии «Великая Германия»

Первым из немецких контрударов стала атака под городом Биржай. Этот городок находился на стыке между прорвавшейся к морю 51-й армией и идущей за ней справа уступом 43-й армией. Идея немецкого командования состояла в том, чтобы через позиции прикрывающей фланг 43-й армии выйти в тылы отходящей к морю 51-й армии. Противник использовал достаточно крупную группировку из состава группы армий «Север». По советским данным, в сражении участвовали пять пехотных дивизий (58-я, 61-я, 81-я, 215-я и 290-я), 11-я добровольческая моторизованная дивизия СС «Нордланд», 393-я бригада штурмовых орудий и другие части. 1 августа, перейдя в наступление, эта группа сумела окружить 357-ю стрелковую дивизию 43-й армии. Дивизия была достаточно малочисленной (4 тысячи человек) и находилась в тяжёлом положении. Однако локальный «котёл» не подвергался серьёзному нажиму, видимо, из-за недостатка сил у противника. Первые попытки деблокировать окружённую часть не удались, но с дивизией сохранялась связь, она имела снабжение по воздуху. Ситуацию переломили резервы, введенные Баграмяном. В ночь на 7 августа 19-й танковый корпус и окружённая дивизия соединились. Биржай также был удержан. Из 3908 человек, попавших в окружение, вышли 3230 человек в строю и около 400 раненых, то есть потери в людях оказались умеренными.
Советское наступление в Прибалтике было временно прекращено, поскольку 3-й танковой армии к этому моменту удалось построить фронт обороны на запад. Затем немецкая сторона предприняла серию контратак, нацеленных на возвращение Шаулена и Митау и восстановление сухопутной связи с группой армий «Север».
Однако контрудары немецких войск продолжались. 16 августа начались атаки в районе Расейняя и западнее Шяуляя. Немецкая 3-я танковая армия пыталась восстановить связь с группой армий «Север». Подразделения 2-й гвардейской армии были оттеснены, как и части соседней, 51-й армии. К 18 августа перед 2-й гвардейской армией были установлены 7-я, 5-я, 14-я танковые дивизии и танковая дивизия «Великая Германия» (в документе ошибочно — «дивизия СС»). Положение под Шяуляем было стабилизировано вводом в бой 5-й гвардейской танковой армии.
Затем немецкая сторона предприняла серию контратак, нацеленных на возвращение Шауляя и Митау и восстановление сухопутной связи с группой армий «Север». Для этого были сформированы два импровизированных танковых корпуса групп армий «Север» и «Центр», которые 16 августа начали наступление с запада и востока на Тукумс (см. Операция Доппелькопф). Тукумс был занят, и на короткий срок противник восстановил сухопутное сообщение между группами армий «Центр» и «Север». Однако из-за отсутствия поддержки с воздуха, горючего и пехоты для защиты флангов наступление немцев застопорилось. Атаки немецкой 3-й танковой армии в районе Шяуляя также не удались. В конце августа наступил перерыв в сражениях. 1-й Прибалтийский фронт завершил свою часть операции «Багратион».

### Вильнюсская операция

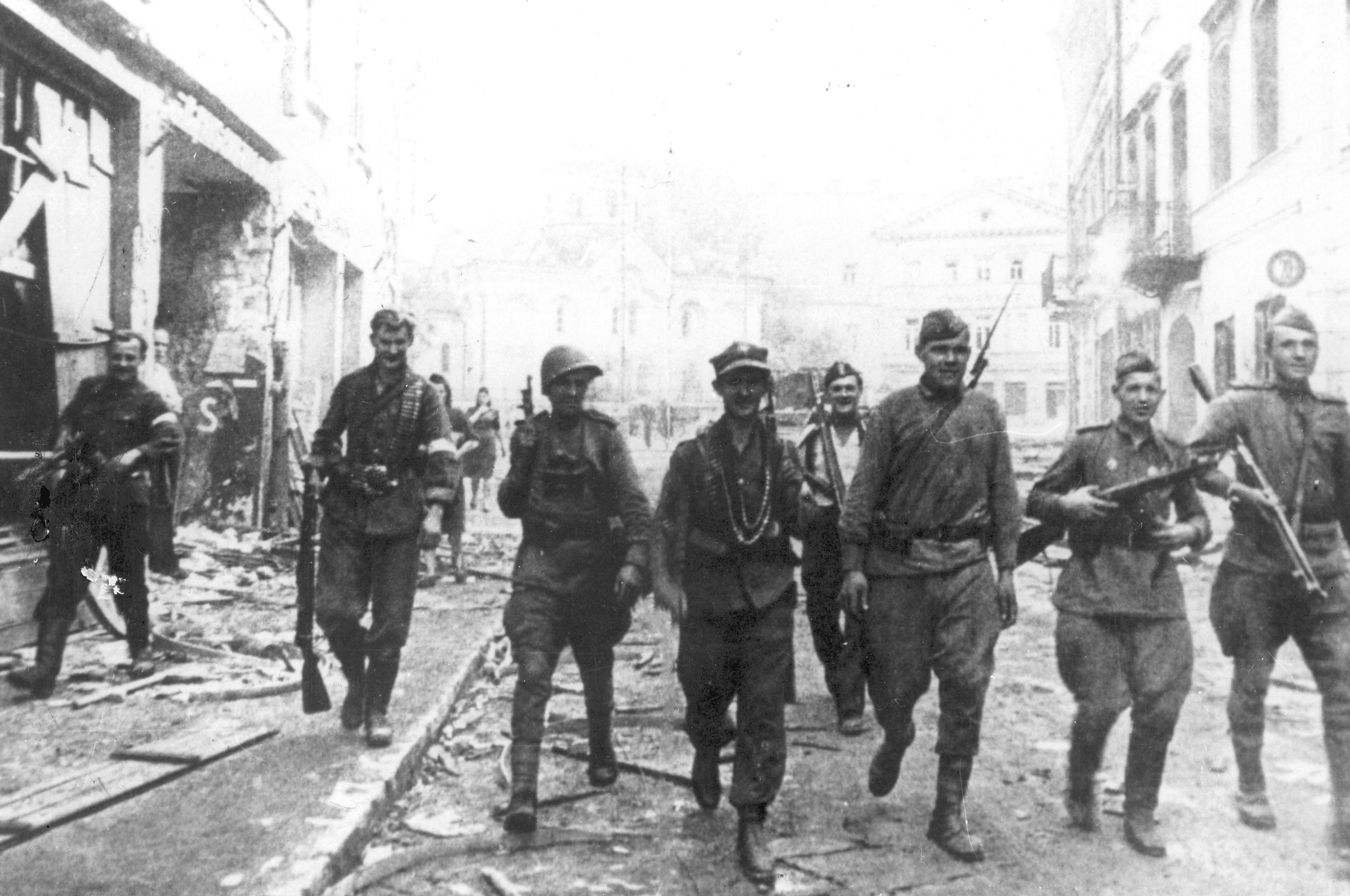
Совместный патруль Красной Армии и Армии Крайовой в Вильнюсе

Уничтожение 4-й армии вермахта к востоку от Минска открыло заманчивые перспективы. 4 июля И. Д. Черняховский получил директиву Ставки Верховного Главнокомандования с задачей наступать в общем направлении на Вильнюс, Каунас и к 12 июля освободить Вильнюс и Лиду, в дальнейшем захватить плацдарм на западном берегу Немана.
Не беря оперативной паузы, 3-й Белорусский фронт 5 июля приступил к операции. Наступление было поддержано 5-й гвардейской танковой армией. Противник не имел достаточных сил для прямого противостояния, однако Вильнюс был объявлен А. Гитлером очередной «крепостью», и в нём был сосредоточен довольно крупный гарнизон, уже в ходе операции дополнительно усиленный и насчитывавший около 15 тысяч человек. Существуют и альтернативные точки зрения на численность гарнизона: 4 тысячи человек. 5-я армия и 3-й гвардейский механизированный корпус прорвали оборону противника и продвинулись на 20 км за первые сутки. Для пехоты это очень высокий темп. Дело облегчалось рыхлостью немецкой обороны: армии противостояли на широком фронте потрепанные пехотные соединения и брошенные на фронт строительные и охранные части. Армия охватила Вильнюс с севера.
Тем временем 11-я гвардейская армия и 5-я гвардейская танковая армия наступали южнее, в районе Молодечно. При этом танковая армия постепенно смещалась к северу, окружая Вильнюс с юга. Сам Молодечно был взят кавалеристами 3-го гвардейского корпуса 5 июля. В городе был захвачен склад с 500 тоннами горючего. 6 июля немцы попытались провести частную контратаку против 5-й гвардейской танковой армии. В ней участвовали 212-я пехотная и 391-я охранная дивизии, а также импровизированная бронегруппа Хоппе из 22 самоходных артиллерийских установок. Контрудар имел, по немецким заявкам, ограниченный успех, но советской стороной он не подтверждается; отмечается лишь факт контратаки. На продвижение к Вильнюсу влияния он не оказал, но 11-я гвардейская армия должна была несколько снизить темп движения к Алитусу, отбивая эту и последующие атаки (позднее на 11-ю гвардейскую армию пришлись контрудары 7-й и остатков 5-й танковых дивизий, охранных и пехотных частей). 7 — 8 июля город был окружен частями 5-й гвардейской танковой армии с юга и 3-го гвардейского механизированного корпуса с севера. Гарнизон под командованием генерал-майора Р. Штагеля занял круговую оборону. Город обороняла обычная для сражений 1944 года сводная группа из различных частей, в том числе 761-я пехотная бригада, артиллерийский и зенитный батальоны и другие.

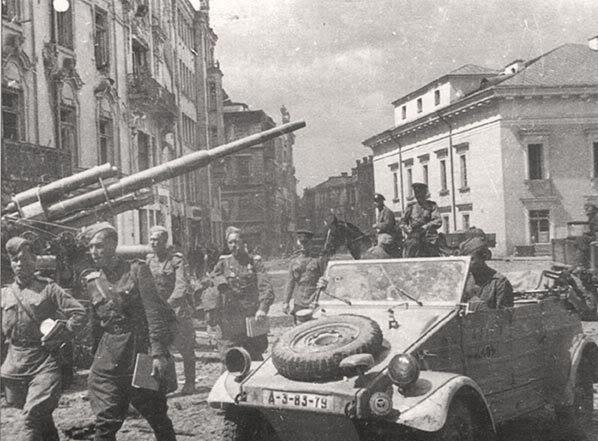
Советские солдаты в Вильнюсе. Автомобиль — трофейный Kfz85

7 июля в Вильнюсе вспыхнуло восстание польской националистической организации Армия Крайова (операция «Острая брама» в рамках акции «Буря»). Её отряды, возглавляемые местным командиром А. Кржижановским насчитывали по разным данным от 4 до 10 тысяч человек, и им удалось взять под контроль часть города. Польские повстанцы не были в силах освободить Вильнюс самостоятельно, но они оказали помощь частям Красной армии.
К 9 июля большинство ключевых объектов в городе, в том числе железнодорожная станция и аэродром, было захвачено частями 5-й армии и 5-й гвардейской танковой армии. Однако гарнизон упорно сопротивлялся.

В ночь с 12-го на 13 июля немецкая 6-я танковая дивизия при поддержке части дивизии «Великая Германия» пробила коридор к Вильнюсу. Операцией лично руководил генерал-полковник Г. Х. Рейнгардт, командующий 3-й танковой армией. Из «крепости» вышло три тысячи немецких военнослужащих. Прочие, сколько бы их ни было, погибли или попали в плен 13 июля. Советская сторона заявила о гибели в Вильнюсе и окрестностях восьми тысяч немецких солдат и пленении пяти тысяч. К 15 июля 3-й Белорусский фронт захватил плацдарм за Неманом. Части Армии Крайовой были интернированы советскими властями.
Пока шёл штурм Вильнюса, южное крыло фронта спокойно продвигалось на запад. 3-й гвардейский кавалерийский корпус овладел Лидой, и к 16 июля вышел к Гродно. Фронт форсировал Неман. Крупная водная преграда была пройдена в быстром темпе с умеренными потерями.
Части вермахта попытались нейтрализовать плацдармы за Неманом. С этой целью командование немецкой 3-й танковой армии создало импровизированную боевую группу из частей 6-й танковой дивизии и дивизии «Великая Германия». В её состав вошли два танковых батальона, моторизованный полк и самоходная артиллерия. Контрудар 16 июля был нацелен во фланг 72-му стрелковому корпусу 5-й армии. Однако этот контрудар был проведен в спешке, разведку организовать не успели. В глубине советской обороны у местечка Вроблевиж боевая группа наткнулась на вставшую в оборону 16-ю гв. истребительно-противотанковую бригаду, и потеряла в ходе тяжёлого боя 63 танка. Немецкий контрудар захлебнулся, плацдармы за Неманом были удержаны Красной Армией.

### Каунасская операция
После сражения за Вильнюс 3-й Белорусский фронт под командованием И. Д. Черняховского был нацелен на Каунас и Сувалки, последние крупные города на пути к Восточной Пруссии. 28 июля войска фронта перешли в наступление и за первые два дня продвинулись на 5 — 17 км. 30 июля была прорвана оборона противника по Неману; в полосе 33-й армии в прорыв был введён 2-й гвардейский танковый корпус. Выход подвижного соединения на оперативный простор поставил гарнизон Каунаса под угрозу окружения, поэтому к 1 августа части вермахта оставили город.
Однако постепенное усиление сопротивления немцев привело к сравнительно медленному продвижению с серьёзными потерями. Растяжение коммуникаций, исчерпание боеприпасов, растущие потери вынудили советские войска приостановить наступление. Кроме того, противник обрушил на фронт И. Д. Черняховского серию контрударов. Так, 9 августа 1-я пехотная, 5-я танковая дивизии и дивизия «Великая Германия» контратаковали шедшую в центре фронта 33-ю армию и несколько потеснили её. В середине августа контратака пехотных дивизий в районе Расейняя привела даже к тактическим (уровня полка) окружениям, вскоре, однако, пробитым. Эти хаотичные контратаки привели к иссяканию операции к 20-м числам августа. С 29 августа по указанию Ставки Верховного Главнокомандования 3-й Белорусский фронт перешёл к обороне, достигнув Сувалок и не дойдя нескольких километров до границ Восточной Пруссии.
Выход к старым границам Германии вызвал в Восточной Пруссии панику. Несмотря на заверения гауляйтера Э. Коха в том, что положение на подступах к Восточной Пруссии стабилизировалось, население начало покидать регион.
Для 3-го Белорусского фронта Каунасской операцией сражения в рамках операции «Багратион» закончились.

### Белостокская и Осовецкая операции
После создания Минского «котла» генерал Г. Ф. Захаров, как и другие командующие фронтами, получил задачу продвигаться глубоко на запад. В рамках Белостокской операции 2-й Белорусский фронт играл вспомогательную роль — преследовал остатки группы армий «Центр». Оставив за спиной Минск, фронт продвигался строго на запад — на Новогрудок, а затем — на Гродно и Белосток. 49-я и 50-я армии поначалу не могли принять участия в этом движении, поскольку продолжали бои с немецкими частями, попавшими в окружение в Минском «котле». Таким образом, для наступления оставалась только одна — 3-я армия. Она начала движение 5 июля. Сначала сопротивление противника было очень слабым: за первые пять дней 3-я армия продвинулась на 120—125 км. Такой темп является очень высоким для пехоты и скорее характерен для марша, чем для наступления. 8 июля пал Новогрудок, 9 июля армия вышла к Неману.
Однако постепенно противник выстраивал оборону перед войсками фронта. На 10 июля перед позициями фронта разведка установила остатки 12-й и 20-й танковой и части четырёх пехотных дивизий, а также шесть отдельных полков. Эти силы не могли остановить наступление, но влияли на оперативную обстановку и снижали темп операции.
10 июля в бой вступила 50-я армия. Был форсирован Неман. 15 июля войска фронта подошли к Гродно. В тот же день советские войска отбили серию контратак, причинив противнику серьёзный ущерб. 16 июля Гродно был освобождён во взаимодействии с 3-м Белорусским фронтом.

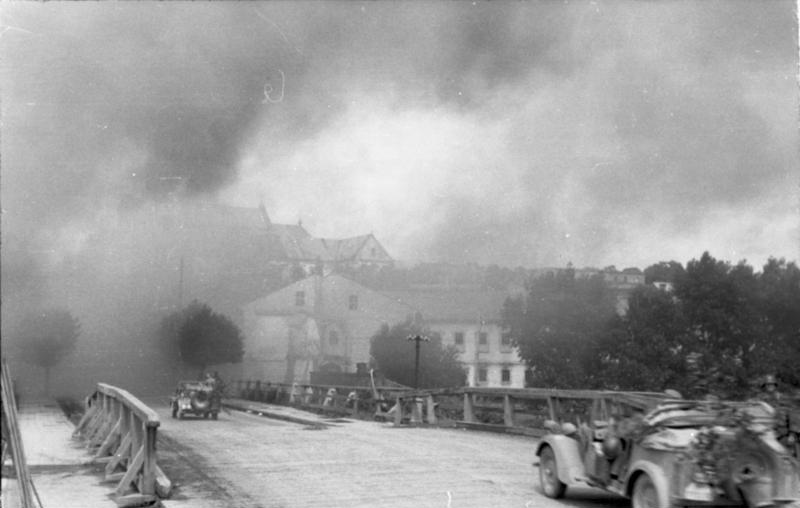
Немецкий военный автомобиль пересекает мост в Гродно в последние дни перед падением города

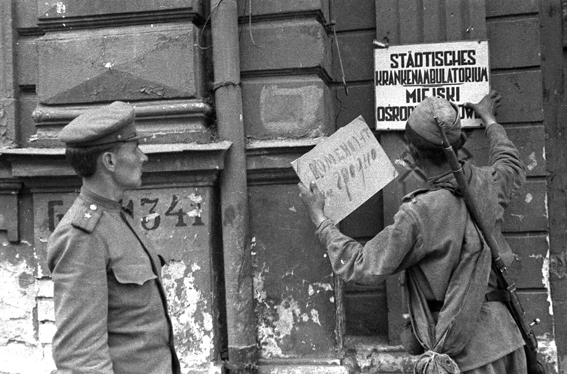
Создание советской комендатуры в Гродно

Противник усиливал части на гродненском направлении, однако эти резервы не были достаточны, и кроме того, сами несли тяжёлые потери в боях. Хотя темп наступления фронта серьёзно упал, с 17 по 27 июля войска прорвались к Августовскому каналу, 27 июля отбили Белосток, и вышли на довоенную границу СССР. Операция прошла без заметных окружений противника, что связано со слабостью подвижных соединений во фронте: 2-й Белорусский фронт не имел ни одного танкового, механизированного или кавалерийского корпуса, располагая только танковыми бригадами поддержки пехоты. В целом, фронт выполнил все задачи, поставленные перед ним.
В дальнейшем фронт развивал наступление на Осовец, и 14 августа занял город. Также фронтом был занят плацдарм за Наревом. Однако продвижение войск было достаточно медленным: свою роль играли, с одной стороны, растянутые коммуникации, с другой — частые контратаки усилившегося противника. 14 августа Белостокская операция была прекращена, а для 2-го Белорусского фронта закончилась и операция «Багратион».

### Развитие успеха 1-м Белорусским фронтом

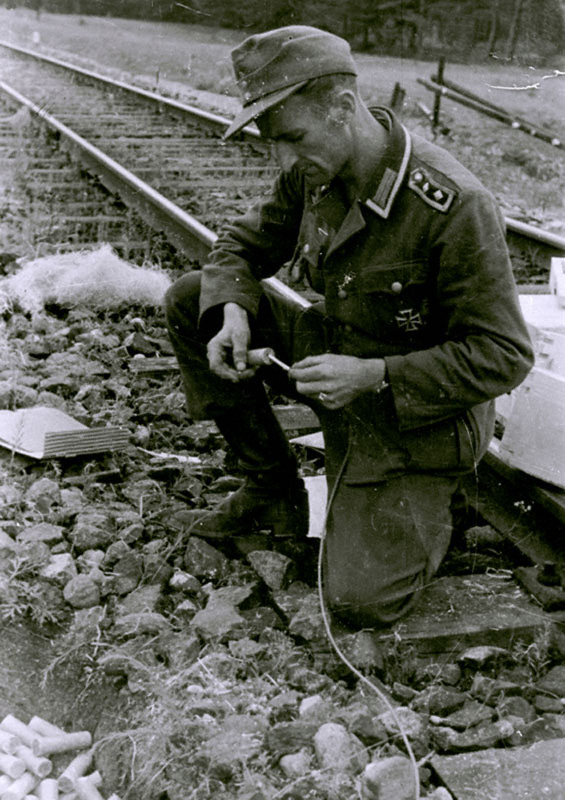
Немецкий сапер готовится к подрыву железной дороги перед отступлением

После освобождения Минска, фронт К. К. Рокоссовского, как и прочие, получил директиву на преследование остатков группы армий «Центр». Первым пунктом назначения были Барановичи, в дальнейшем предполагалось развитие наступления на Брест. Непосредственно на Барановичи нацеливалась подвижная группировка фронта — 4-й гвардейский кавалерийский, 1-й механизированный и 9-й танковый корпуса.
Уже 5 июля силы Красной армии столкнулись с прибывающими оперативными резервами противника. 1-й мехкорпус вступил в бой с 4-й танковой дивизией, только что прибывшей в Белоруссию, и был остановлен. Кроме того, на фронте появились венгерские части (1-я кавалерийская дивизия), и немецкие пехотные резервы (28-я лёгкая дивизия). 5 и 6 июля шли напряженные бои, продвижение было незначительным, успех наметился только у 65-й армии П. И. Батова.
Постепенно сопротивление под Барановичами было сломлено. Наступающих поддерживали крупные силы авиации (около 500 бомбардировщиков). 1-й Белорусский фронт заметно превосходил неприятеля численно, поэтому сопротивление постепенно слабело. 8 июля после тяжёлого уличного боя Барановичи были освобождены.
Благодаря успеху под Барановичами облегчились действия 61-й армии. Эта армия под командой генерала П. А. Белова наступала в направлении Пинска через Лунинец. Армия действовала на чрезвычайно сложной заболоченной местности между флангами 1-го Белорусского фронта. Падение Барановичей создало угрозу охвата немецких войск в районе Пинска и принудило их к поспешному отступлению. В ходе преследования значительную помощь 61-й армии оказала Днепровская речная флотилия. В частности, в ночь на 12 июля суда флотилии скрытно поднялись по Припяти и высадили стрелковый полк на окраине Пинска. Уничтожить десант немцам не удалось, 14 июля Пинск был освобожден.
19 июля был полуокружён и на следующий день взят Кобрин, город восточнее Бреста. Правое крыло фронта вышло к Бресту с востока.
Велись боевые действия и на левом крыле фронта, отделённом от правого непроходимыми болотами Полесья. Ещё 2 июля противник начал выводить войска из Ковеля — важного транспортного узла. 5 июля в наступление перешла 47-я армия и 6 июля освободила город. Сюда для непосредственного руководства войсками прибыл командующий фронтом Константин Рокоссовский.
8 июля, с целью захвата плацдарма на Западном Буге (последующая задача — выход к Люблину) в бой был введен 11-й танковый корпус. Из-за неорганизованности корпус попал в засаду и безвозвратно потерял 75 танков, командир корпуса Рудкин был снят со своей должности. Безуспешные атаки здесь велись ещё несколько дней.
В итоге под Ковелем противник организованно отступил на 12—20 километров и сорвал советское наступление.

### Боевые действия авиации
За сутки до начала операции авиационные соединения 3-й и 1-й воздушных армий одиночными экипажами и мелкими группами проводили облет района боевых действий. Во время облетов летчики проверяли намеченные цели и характерные ориентиры на участках прорыва, а также уничтожали огневые точки немцев. В ночь перед началом Белорусской операции авиация дальнего действия и фронтовые бомбардировщики совершили около 1 тыс. самолёта-вылетов, нанесли удары по узлам обороны и артиллерии немцев на участках прорыва 3-го и 2-го Белорусских фронтов.
Авиация дальнего действия и ночные бомбардировщики 16-й воздушной армии в ночь на 24 июня совершили 550 самолёто-вылетов на участках прорыва 1-го Белорусского фронта. Утром 23 и 24 июня в районе аэродромов базирования и над полем боя стоял сильный туман, что затрудняло ведение боевых действий. Дневные бомбардировщики осуществили удар только на южном участке прорыва 3-го Белорусского фронта силами 160 самолётов Пе-2.
Штурмовики Ил-2 поддерживали наступающие войска мелкими группами. Они подходили к полю боя с интервалом 8-12 минут, что обеспечивало непрерывность атак на противника. Объектами их действия были огневые точки и тактические резервы. Управление группами самолётов осуществлялось по радио с земли с использованием последних данных разведки, что повышало эффективность действий штурмовиков.
Эффективная авиационная поддержка дала возможность войскам Красной Армии быстро преодолеть тактическую зону обороны врага. С 24 июня основные силы воздушных армий переключились на поддержку вводимых в сражение танковых корпусов, конно-механизированных групп и танковых армий. Обеспечивая прорыв оборонительных полос и ввод в сражение подвижных соединений, авиация первые четыре дня совершила 28 тыс. самолёто-вылетов.
В первые два дня боев самолёты люфтваффе базировались на тыловых аэродромах. Немецкая авиация редко появлялась в воздухе. Во время боев за города Оршанск и Бобруйск активность немецкой авиации повысилась. В связи с этим советским командованием был организован ряд ударов по немецким аэродромам. Самолёты Пе-2 1-й воздушной армии 25 и 26 июня несколько раз наносили удары по аэродромам Борисов, Докудово и Орша.
Большую роль сыграла авиация в разгроме немецких войск, окруженных под Бобруйском. Массированный удар по окруженной группировке осуществили два бомбардировочных авиационных корпуса и четыре штурмовые авиационные дивизии 16-й воздушной армии. Массированный удар продолжался полтора часа. В нём участвовало 526 самолётов, сбросивших 159 тонн бомб. В результате было уничтожено большое количество вражеской живой силы и техники.
Главной задачей советской авиации, на этом этапе Белорусской операции, было затруднить переброску немецких войск с других участков фронтов и уничтожение подходивших резервов и отступавших колонн войск и техники противника. Авиация дальнего действия нанесла мощные удары по железнодорожным узлам немцев на территории Белоруссии. Штурмовики и бомбардировщики воздушных армий действовали по железнодорожным станциям и эшелонам на участках Полоцк, Даугавпилс; Молодечно, Минск, Негорелое, Барановичи, Лунинец.
С 27 июня началось перебазирование авиационных полков на аэродромы, оставленные немцами и построенные вновь на освобожденной территории. В первую очередь на эти передовые аэродромы прибыли истребительные и штурмовые авиационные соединения, поддерживающие танковые корпуса и конно-механизированные группы.
Советские ВВС своими активными действиями нанесли врагу существенные потери и дезорганизовали его планомерный отход, чем способствовали успешному наступлению войск Красной Армии. На этом этапе Белорусской операции, продолжавшемся с 23 июня по 4 июля 1944 года, советские войска при поддержке авиации разгромили основные группировки врага под Витебском, Оршей, Могилевом и Бобруйском. Они освободили Минск и восточнее его окружили основные силы 4-й немецкий армии.
С 5 июля начался второй этап Белорусской операции. Ставка Верховного Главнокомандования поставила перед авиацией задачу по поддержке наступления сухопутных войск в направлении на Даугавпилс, Вильнюс, Новогрудок и Барановичи. Часть сил 1-й и 4-й воздушных армий привлекалась для ликвидации окруженной группировки немцев в районе Минска.
В июле-августе фронтовая авиация и авиация дальнего действия одновременно с ликвидацией минской окружённой группировки продолжала активно поддерживать наступление советских войск на широком фронте.
Авиация дальнего действия противодействовала подходящим резервам противника. Удары наносились ночью по железнодорожным узлам в Западной Белоруссии, Литве и Восточной Польше. Авиационные соединения воздушных армий наносили удары по отдельным узлам сопротивления противника.
7-13 июля авиация 1-й воздушной армии принимала активное участие в боях и ликвидации окруженной группировки в Вильнюсе и содействовали войскам Красной Армии при форсировании ими реки Неман. Непрерывное патрулирование советских истребителей в районе переправ, удары бомбардировщиков и штурмовиков по аэродромам Каунас, Свалки резко снизили активность немецкой авиации. Войска 3-го Белорусского фронта без существенного противодействия с воздуха успешно преодолели водную преграду.
В составе 303-й истребительной авиационной дивизии 1-й воздушной армии принимал участие в боях по освобождению Белоруссии и Литвы 1-й французский отдельный истребительный авиационный полк «Нормандия». Французские летчики отличились во время боев на реке Неман.
Гитлеровскому командованию удалось скрытно стянуть отборные авиационные части для поддержки своих войск на шауляйском направлении. В это время советская авиация базировалась далеко от линии фронта и испытывала недостаток горючего. Используя выгодную обстановку, германская авиация захватила инициативу и нанесла контрудар по войскам 1-го Прибалтийского фронта. На помощь 3-й воздушной армии в район Шауляя была привлечена часть сил 1-й воздушной армии. Это позволило восстановить временно утраченное господство в воздухе.
4-я воздушная армия поддерживала наступление войск на августовском о ломжинском направлениях, оказала поддержку сухопутным войскам по освобождению Гродно и помогла разгромить противника на подступах к Белостоку.
Авиация 16-й воздушной армии принимала участие в отражении контрудара Вермахта на брестском направлении и содействовала войскам 1-го Белорусского фронта при освобождении ими города Барановичи. В дальнейшем она поддерживала войска при форсировании Вислы и при наступлении на пултусском направлении.
6-я воздушная армия была усилена соединениями из резерва главнокомандования, в её состав также было передано несколько авиадивизий из 16-й воздушной армии. Она развернула активные боевые действия в районе Ковеля. С 18 июля она поддерживала наступление 1-го Белорусского фронта в Брестско-Люблинской операции. Авиационные части и соединения поддерживали наступление советских войск при форсировании ими с ходу Западного Буга, содействовали манёвру танковой армии на варшавском направлении.
Авиационные части 6-й воздушной армии своевременно перебазировались на новые аэродромы и в период с 18 по 31 июля части и соединения 6-й воздушной армии совершили около 12 тыс. самолёто-вылетов. В период захвата плацдарма на Висле в начале августа особенно обострилась борьба с немецкой авиацией. Усиление прикрытия переправ и применение радиолокационных средств дали возможность отразить налеты немецкой авиации, которая была вынуждена прекратить активные действия в этом районе.
Для обеспечения материального снабжения авиационных частей, танковых корпусов и конно-механизированных групп привлекались транспортные самолёты. Транспортные полки Гражданского воздушного флота совершили около 35 тыс. самолёто-вылетов и перевезли по воздуху более 43 тыс. человек. Экипажи авиации дальнего действия на самолётах Ли-2 перебросили 11 тыс. человек и около 3500 тонн грузов.
В ходе наступательной операции советская авиация совершила 153 тыс. самолёто-вылетов. За счёт привлечения крупных сил фронтовой авиации и авиации дальнего действия лётчики внесли большой вклад в дело разгрома противника на центральном участке советско-германского фронта. Такого размаха боевые действия советских ВВС не имели ни в одной операции Второй Мировой войны.

### Действия партизан
Наступление советских войск предварялось беспрецедентной по своему масштабу акцией партизан. В Белоруссии действовали многочисленные партизанские формирования. По данным Белорусского штаба партизанского движения за лето 1944 года с войсками Красной армии соединилось 194 708 партизан. Советское командование успешно увязывало действия партизанских отрядов с войсковыми операциями. Целью партизан в операции «Багратион» было, поначалу, выведение из строя неприятельских коммуникаций, позже — воспрещение отхода разбитых подразделений вермахта. Массированные действия по разгрому немецкого тыла были начаты в ночь с 19 на 20 июня. Эйке Миддельдорф отметил:

На центральном участке Восточного фронта русскими партизанами было произведено 10 500 взрывов. В результате этого переброска немецких оперативных резервов была задержана на несколько дней.

В планы партизан входило совершение 40 тысяч различных подрывов, то есть фактически удалось осуществить лишь четверть задуманного, однако и совершённого хватило, чтобы вызвать кратковременный паралич тыла группы армий «Центр». Начальник тыловых сообщений группы армий полковник Г. Теске констатировал:

В ночь перед общим наступлением русских на участке группы армий «Центр», в конце июня 1944 года, мощный отвлекающий партизанский налёт на все важные дороги на несколько дней лишил немецкие войска всякого управления. За одну эту ночь партизаны установили около 10,5 тыс. мин и зарядов, из которых удалось обнаружить и обезвредить только 3,5 тыс. Сообщение по многим шоссейным дорогам из-за налётов партизан могло осуществляться только днём и только в сопровождении вооружённого конвоя.

Основным объектом приложения сил партизан стали железные дороги и мосты. Помимо них выводились из строя линии связи. Все эти действия серьёзно способствовали наступлению советских войск.
Согласно ходатайству Военного совета 1-го Белорусского фронта от 23 декабря 1943 г. и приказу народного комиссара государственной безопасности Союза ССР , 9 января 1944 г. были сформированы и направлены в тыл противника три оперативные группы  НКГБ СССР в составе 111 человек под командованием старших лейтенантов -  Шихова А.Н., Распопова Д. П., и Кузнецова Д. И.  Перед оперативными группами Военным Советом фронта были поставлены задачи: вывод из строя железнодорожных коммуникаций в районах Минск, Барановичи, Пинск, Лунинец, Бобруйск и сбор разведывательных данных о дислокации и передвижениях войск противника, о расположении складов, аэродромов и других объектах военного значения. Диверсионные акты оперативных групп 4-го Управления  НКГБ СССР в тылу противника на временно оккупированной территории Белорусскии осуществлялись по единому замыслу и плану командования 1-го Белорусского фронта. 

### Люблин-Брестская операция
В Люблинско-Брестской операции участвовали крупные силы: 9 общевойсковых армий (в том числе 1-я Польская), 1 танковая армия, 2 танковых, 1 механизированный, 3 кавалерийских корпуса и 2 воздушные армии.
Главный удар было решено нанести войсками левого крыла фронта. К началу наступления в первом эшелоне на этом крыле фронта находились 70-я, 47-я, 8-я гвардейская и 69-я армии, во втором эшелоне — 1-я польская армия. Фронт имел в районе Ковеля также 2-ю танковую армию, 11-й танковый, 2-й и 7-й гвардейские кавалерийские корпуса и 6-ю воздушную армию.
47-я армия под командованием генерал-лейтенанта Н. И. Гусева, 8-я гвардейская армия, которой командовал генерал-полковник В. И. Чуйков, 69-я армия под командованием генерал-лейтенанта В. Я. Колпакчи получили задачу прорвать оборону противника западнее Ковеля. Осуществив прорыв, общевойсковые армии должны были обеспечить ввод в сражение танковой армии и кавалерийских корпусов и во взаимодействии с ними развивать наступление в двух направлениях — на Седльце и на Люблин. Благодаря умелой перегруппировке войск было достигнуто подавляющее превосходство в силах и средствах: по людям — трехкратное, по артиллерии и танкам — пятикратное. Авиационная поддержка войск возлагалась на 6-ю воздушную армию под командованием генерал-лейтенанта авиации Ф. П. Полынина. В составе этой армии к началу наступления имелось 1465 самолётов.
За 5 дней до начала операции, используя успех советских войск в Белоруссии, перешли в наступление войска соседнего 1-го Украинского фронта. Ударная группировка фронта, действовавшая на рава-русском направлении, уже к 17 июля передовыми отрядами подвижных войск форсировала Западный Буг. В это же время развернулись ожесточенные бои на львовском направлении. Теперь боевые действия 1-го Украинского фронта в свою очередь создали благоприятные условия для наступления войск левого крыла 1-го Белорусского фронта.
К исходу 21 июля войска ударной группировки левого крыла 1-го Белорусского фронта на широком фронте вышли к p. Западный Буг, с ходу её форсировали и вступили на территорию Польши. 24 июля войска 2-й танковой армии под командованием генерал-полковника танковых войск С. И. Богданова (с 23 июля — генерал-майора танковых войск А. И. Радзиевского), вступив 22 июля в сражение в полосе 8-й гвардейской армии, овладели г. Люблин. Армии правого крыла в этот период подходили к Бресту.
Продолжая стремительное наступление, армия 25 июля вышла к реке Висле в районе Демблина. Через два дня сюда подошла 1-я польская армия, которой командовал генерал-лейтенант З. Берлинг. 2-я танковая армия передала ей свой участок и начала продвигаться вдоль восточного берега Вислы к Варшаве. С выходом 2-й танковой и 1-й польской армий к Висле было нарушено взаимодействие между группами армий «Центр» и «Северная Украина».
Севернее ударной группировки наступала конно-механизированная группа в составе 2-го гвардейского кавалерийского и 11-го танкового корпусов. Стремительно продвигаясь на северо-запад, конно-механизированная группа освободила города Парчев, Радзынь и в ночь на 25 июля завязала бои за Седльце. Выход войск левого крыла фронта на Вислу и в район Седльце ухудшил оперативную обстановку для брестской группировки вермахта. 
Успешно развертывалось также наступление войск правого крыла 1-го Белорусского фронта. 65-я и 28-я армии подходили к Западному Бугу севернее Бреста. Выходом войск 1-го Белорусского фронта к Западному Бугу были созданы условия для окружения брестской группировки вермахта.
Опасаясь потерять Брест, — важный узел обороны на варшавском направлении — немецкое командование стянуло к нему остатки 2-й и 9-й армий и пыталось организовать прочную оборону к северо-востоку и востоку от города. Противник нанес сильные контрудары с северо-запада и юга на Черемху. Это замедлило наступление советских войск, но не остановило его. Окружение брестской группировки вермахта было завершено 27 июля выходом войск 28-й и 70-й армий к Западному Бугу северо-западнее города. На следующий день, 28 июля, войска этих двух армий штурмом овладели Брестом. 
После овладения районами Бреста и Седльце 1-й Белорусский фронт наступал в общем направлении на Варшаву. 2-я танковая армия 31 июля завязала бои на ближних подступах предместья Варшавы — Праги. Однако в результате контрудара 5-и танковых и 2-х пехотных дивизий противника советские войска вынуждены были перейти к обороне.
8-я гвардейская и 69-я армии левого крыла 1-го Белорусского фронта в период с 27 июля по 4 августа форсировали Вислу южнее Варшавы и захватили плацдармы на её западном берегу в районах городов Магнушева и Пулавы. Разгорелись ожесточенные бои за удержание и расширение плацдармов.
Выходом войск 1-го Белорусского фронта на Вислу и захватом плацдармов на её западном берегу закончилась Люблин-Брестская операция.
29 августа фронт перешёл к обороне, хотя правое крыло фронта ещё продолжало частные операции. C этой даты операция «Багратион» считается оконченной.

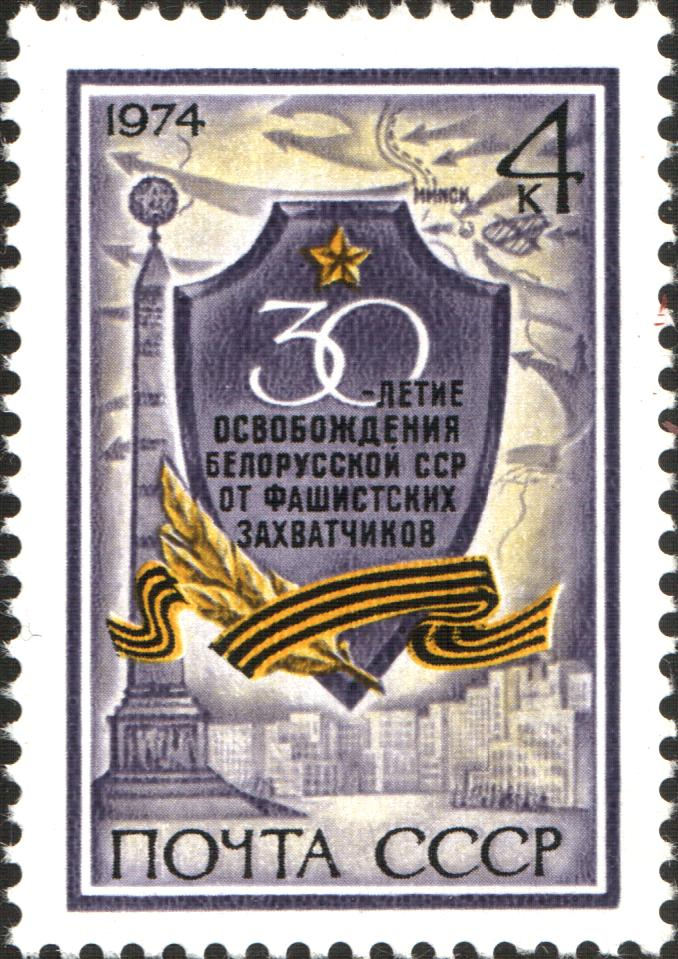
Почтовая марка СССР, 1974 год. К 30-летию освобождения Беларуси.

## Итоги операции

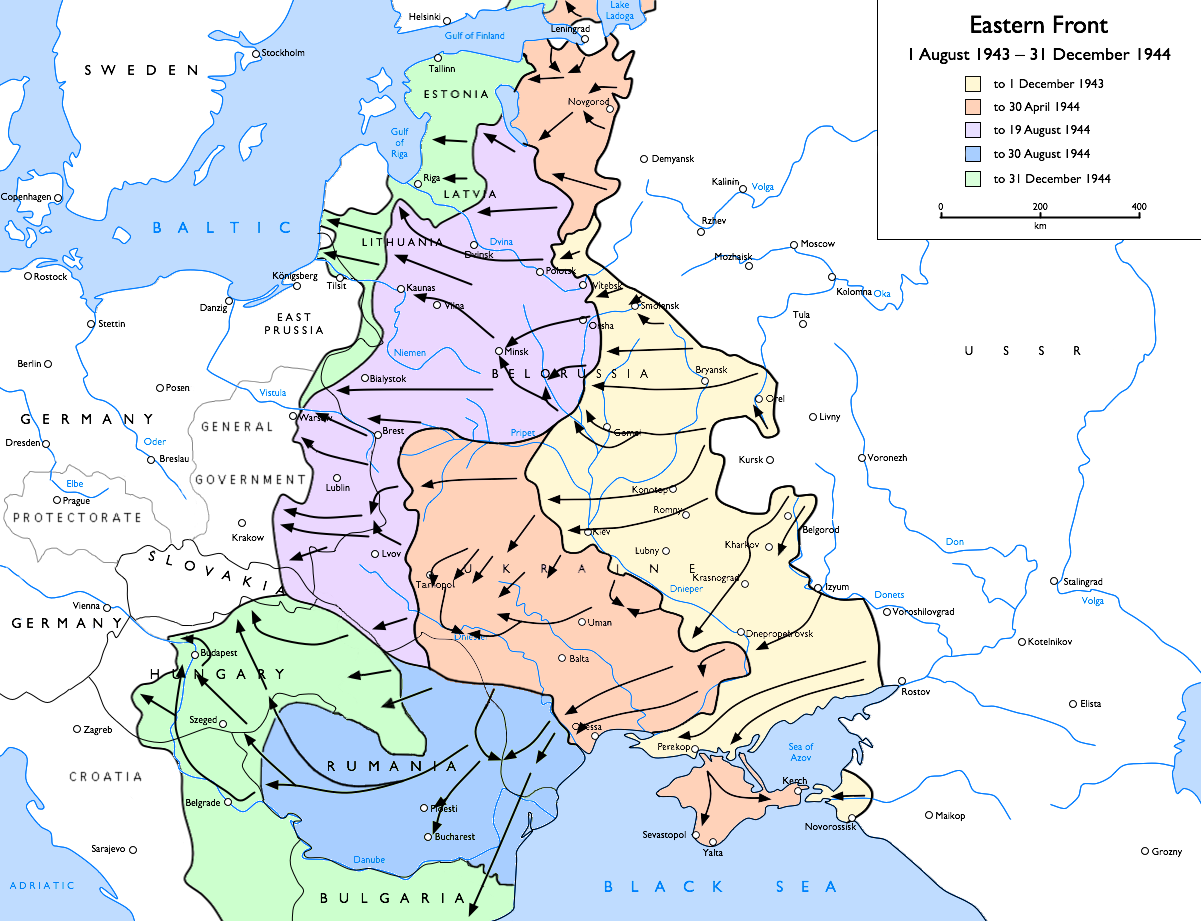
Советско-германский фронт с августа 1943 года по декабрь 1944 года

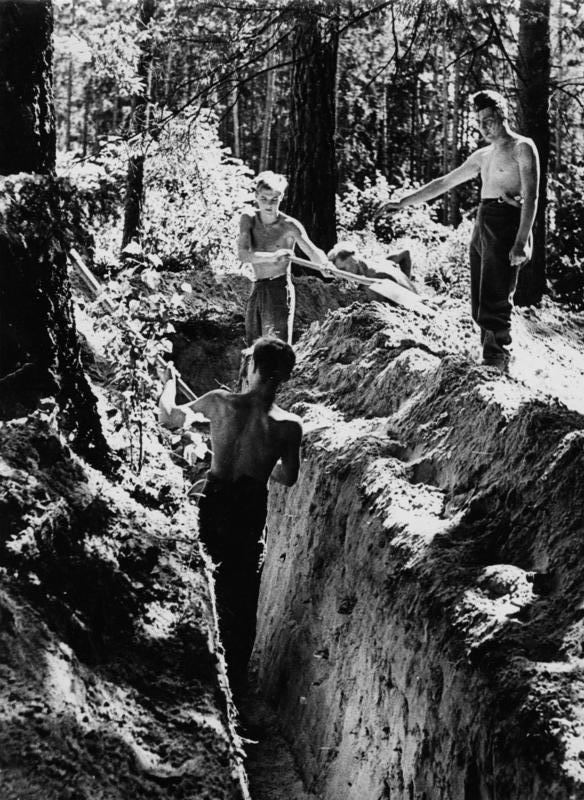
Сооружение укреплений в Восточной Пруссии

В ходе обширного наступления была практически полностью разгромлена германская группа армий «Центр». Немецкие вооруженные силы потерпели еще одно тяжелое поражение на главном стратегическом направлении. Из 97 дивизий и 13 бригад противника, участвовавших в боях против советских войск, 17 дивизий и 3 бригады были полностью уничтожены, 50 дивизий понесли потери от 60 до 70 процентов своего состава.
Вермахт понёс тяжелейшие потери, отчасти из-за того, что А. Гитлер многократно запрещал отступление, не соглашаясь с предложениями своих генералов. Восполнить эти потери впоследствии Германия была уже не в состоянии.
Успех операции «Багратион» заметно превзошёл ожидания советского командования. В результате двухмесячного наступления была полностью очищена Беларусь и часть Прибалтики, заняты восточные районы Польши. В целом на фронте в 1100 км было достигнуто продвижение на глубину до 600 км. Кроме того операция поставила под угрозу группу армий «Север» в Прибалтике; тщательно выстроенный рубеж, линию «Пантера», удалось обойти. Впоследствии этот факт серьёзно облегчил Прибалтийскую операцию. Также, в результате захвата двух крупных плацдармов за Вислой южнее Варшавы — Магнушевского и Пулавского (а также плацдарма у Сандомира, захваченного 1-м Украинским фронтом в ходе Львовско-Сандомирской операции), был создан задел для будущей Висло-Одерской операции. В январе 1945 года с Магнушевского и Пулавского плацдармов началось наступление 1-го Белорусского фронта, остановившееся только на Одере.
С военной точки зрения сражение в Беларуси привело к масштабному поражению немецких вооружённых сил. В официальной немецкой военной истории Второй Мировой Войны операция «Багратион» расценивается как величайшее поражение во всей немецкой истории (даже в Верденской мясорубке первой мировой немецкая армия понесла меньшие потери). Распространена точка зрения, согласно которой битва в Беларуси является крупнейшим поражением немецких вооружённых сил во Второй мировой войне. Операция «Багратион» является триумфом советской теории военного искусства благодаря хорошо скоординированному наступательному движению всех фронтов и проведённой операции по дезинформации противника о месте генерального наступления, начавшегося летом 1944 года. В масштабах советско-германского фронта, операция «Багратион» стала крупнейшей в длинной серии наступлений. Она поглотила немецкие резервы, серьёзно ограничив возможности противника парировать как иные наступления на Восточном фронте, так и продвижение союзников в западной Европе. Так, например, дивизия «Великая Германия» была переброшена под Шяуляй с Днестра и, таким образом, была лишена возможности участвовать в отражении Яссо-Кишинёвской операции. Дивизия «Герман Геринг» была вынуждена покинуть позиции под Флоренцией в Италии в середине июля, и была брошена в бои на Висле, Флоренция была освобождена в середине августа, когда части «Геринга» безуспешно штурмовали Магнушевский плацдарм.

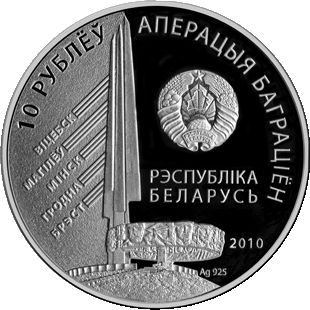
Памятная монета Банка Беларуси

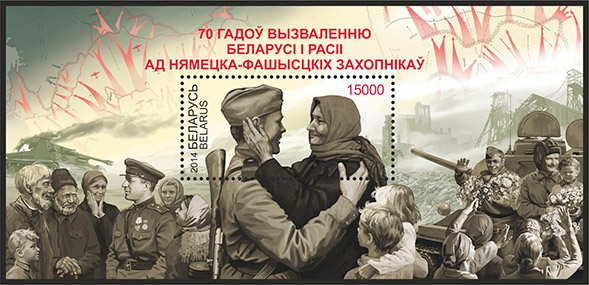
Почтовая марка Беларуси 2014 года посвящённая 70-летию освобождения Беларуси и России от немецко-фашистских захватчиков

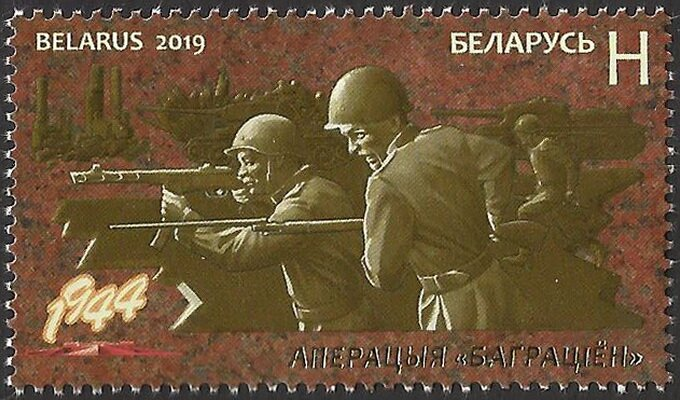
Почтовая марка Беларуси 2019 года посвящённая 75-летию операции «Багратион»

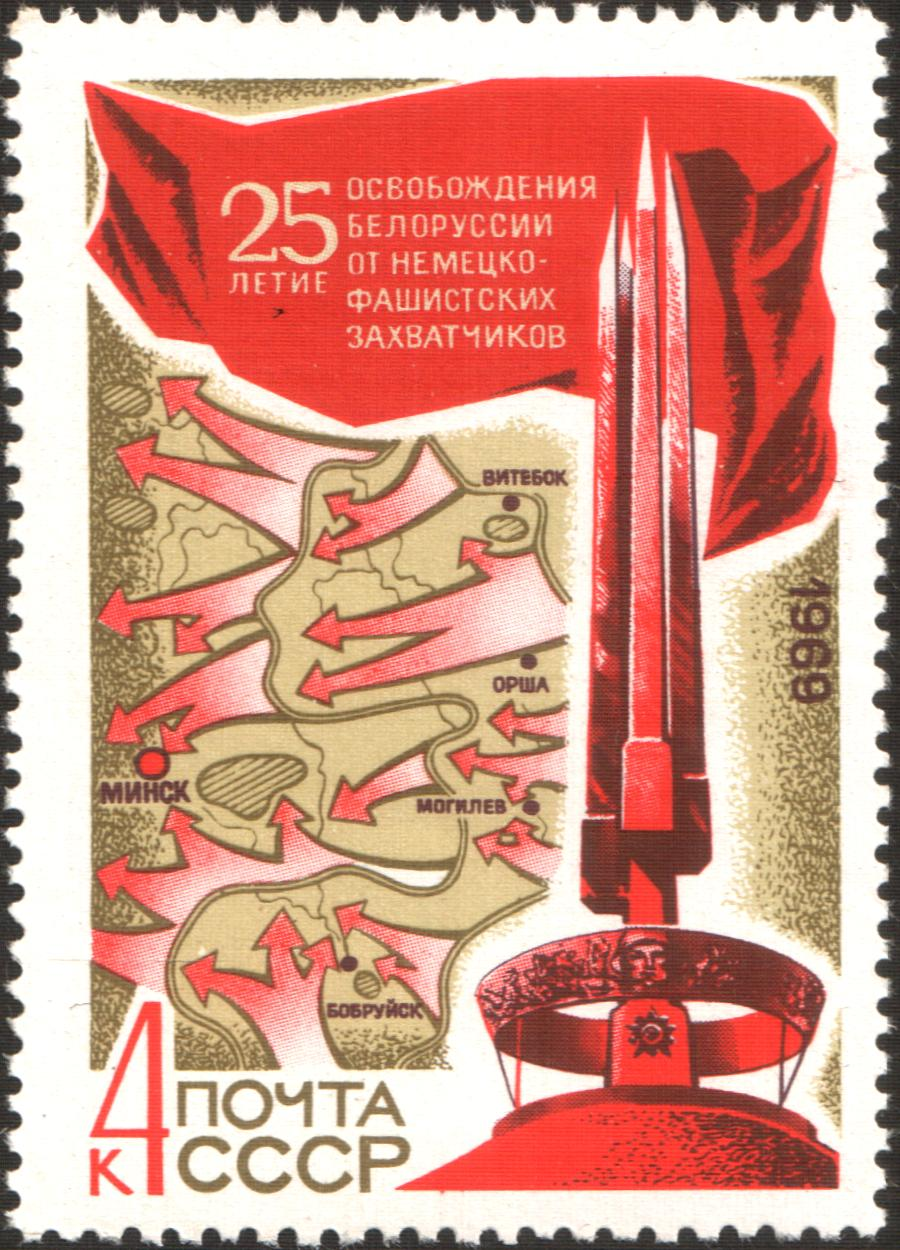
Почтовая марка СССР, 1969 год. 25 лет освобождению Белоруссии от немецкой оккупации

## Потери

### СССР
Людские потери Красной армии достаточно точно известны. Они составили 178 507 погибшими, пропавшими без вести и пленными, а также 587 308 ранеными и больными:296. Это высокие даже по меркам Второй мировой войны потери, в абсолютных цифрах значительно превосходящие жертвы не только в успешных, но даже во многих неудачно завершившихся операциях. Так, для сравнения, Берлинская операция стоила РККА 78 тысяч безвозвратных потерь:307, поражение под Харьковом ранней весной 1943 года — чуть более 45 тысяч безвозвратно:284. Такие потери связаны с длительностью и размахом операции, ведшейся на сложной местности против искусного и энергичного противника, занимавшего хорошо подготовленные оборонительные рубежи[уточнить].

### Германия
Вопрос о людских потерях вермахта является дискуссионным. Наиболее распространёнными среди западных ученых являются следующие данные: 26 397 погибших, 109 776 раненых, 262 929 пропавших без вести и попавших в плен, а всего — 399 102 человек. Эти цифры взяты из десятидневных отчётов о потерях, предоставлявшихся немецкими армиями. Чрезвычайно малое количество убитых связано с тем, что многие погибшие были учтены как пропавшие без вести, иногда пропавшим без вести объявлялся личный состав дивизии целиком.
Однако эти числа подвергаются критике. В частности, американский историк Восточного фронта Д. Гланц обратил внимание на тот факт, что разница между численным составом группы армий «Центр» до и после операции составляет значительно большую цифру. Д. Гланц подчеркнул, что данные десятидневных отчётов — minimum minimorum, то есть представляют собой минимальную оценку. Российский исследователь А. В. Исаев в выступлении на радио «Эхо Москвы» оценил немецкие потери примерно в 500 тысяч человек. С. Залога оценил немецкие потери в 300—350 тысяч человек до капитуляции 4-й армии включительно.
По официальным советским данным, опубликованным Совинформбюро, потери немецких войск с 23 июня по 23 июля 1944 оценивались в 381 000 убитыми, 158 480 пленными, 2735 танков и самоходок, 631 самолёт и 57 152 автомашины. Вполне вероятно, что эти данные, как обычно бывает с заявками на потери противника, значительно завышены. В любом случае, точка в вопросе о людских потерях вермахта в «Багратионе» ещё не поставлена.
Для того, чтобы продемонстрировать другим странам значимость успеха, 57 600 немецких военнопленных, захваченных под Минском, были проведены по Москве маршем — около трёх часов колонна военнопленных шла по улицам Москвы, а после марша улицы были вымыты и очищены.

## Память
- Курган Славы
- Мемориал «Операция „Багратион“» около деревни Раковичи Светлогорского района.
- Киноэпопея «Освобождение». Фильм третий — «Направление главного удара», 1969 год.
- 14 апреля 2010 года Национальным банком Республики Беларусь выпущена и введена в обращение серия монет «Операция „Багратион“»<ref name="sv">Виктор Сапрыков. В память об операции «Багратион» // Союзное вече, № 30 (317), 8—14 июля 2010 г.

## Комментарии
1. ↑  см. Нормандия — Неман
2. ↑  четыре фронта, включая левое крыло 1-го Белорусского фронта, которое нанесло удар по 2-й немецкой армии 18 июля во второй фазе операции
3. ↑  четыре армии подчиненные группе армий «Центр», включая 2-ю армию, которая участвовала в боях с 18 июля во второй фазе операции
4. ↑  Другие источники приводят еще меньшие цифры. В книге Plato Geschichte der 5. Panzer-Division.,  стр. 338, говорится, что значительная часть 6-го воздушного флота, включая все разведывательные самолеты, была переброшена во Францию; на Восточном фронте осталось 40 истребителей.
5. ↑  Продвижение советских танковых сил на запад сдерживали мобильные группы тяжелых танков силой до взвода. «Тигры», размещенные в засадах, наносили критические потери наступающим советским танкам всех типов (см. также Кариус, Отто и Кершер, Альберт).
6. ↑   Меркулов Всеволод Николаевич
7. ↑  оперативная группа "Молот"
8. ↑  4‑е (разведывательно-диверсионное) Управление НКВД-НКГБ СССР во главе со старшим майором госбезопасности  Павлом Анатольевичем Судоплатовым.

### Документальное кино
- «Война на радиоволнах». Операция «Березино». Расследование программы «Искатели» — Первый канал, 2005
- «Восход Победы. Багратионовы клещи». (Телеканал «Россия», 2014)
- «Великая Война. 11 Серия. Операция Багратион». (StarMedia. Babich-Design)
- «Дожить до Победы» (Док. фильм, 2005, Телеканал СТВ)